# Corée du Nord
Pour les articles homonymes, voir Corée (homonymie).
Ne doit pas être confondu avec République populaire de Corée.
République populaire démocratique de Corée
(ko) 조선민주주의인민공화국 
(ko) 朝鮮民主主義人民共和國 
(ko-Latn) Chosŏn Minjujuŭi Inmin Konghwaguk 
(ko-Latn) Joseon Minjujueui Inmin Gonghuaguk 
La Corée du Nord (en coréen : 조선 ; hanja : 朝鮮 ; MR : Chosŏn ou 북한 ; hanja : 北韓 ; MR : Puk'an ), officiellement,, la république populaire démocratique de Corée, (RPDC ; en chosŏn'gŭl : 조선민주주의인민공화국 et en hanja : 朝鮮民主主義人民共和國 ; RR : Joseon Minjujueui Inmin Gonghwaguk ; MR : Chosŏn Minjujuŭi Inmin Konghwaguk ), est un État qui couvre la partie nord de la péninsule coréenne située en Asie de l'Est. Comptant 25,8 millions d'habitants en 2021, soit la moitié de son voisin du Sud, sa capitale est Pyongyang.
Le pays est limitrophe de la Chine (1 416 km de frontières communes) au nord, de la Russie au nord-est (19 km de frontières) et de la Corée du Sud au sud (238 km de frontières). Cette dernière frontière méridionale est bordée de part et d'autre sur 2 km de largeur par la zone démilitarisée (DMZ, pour Demilitarised Zone), qui est en réalité très fortement militarisée, car surveillée au total par plus d'un million de soldats. Le Japon, proche voisin maritime, est séparé de la Corée du Nord par la mer du Japon (que les Nord-Coréens appellent « mer orientale de Corée », ou « mer de l’Est »).
La Corée du Nord est un État autoritaire avec un « Front uni » dirigé par le Parti du travail de Corée (PTC). L'idéologie officielle du pays est le juche, doctrine fondée sur l'autosuffisance développée par Kim Il-sung, fondateur du régime. Ce régime socialiste fonctionne selon une logique totalitaire,, et a l'un des plus bas niveaux de droits de l'homme au monde d'après l'ONG américaine Human Rights Watch.
En 1910, la Corée est annexée par l'empire du Japon. Lors de la capitulation japonaise en 1945, mettant un terme à la Seconde Guerre mondiale, la péninsule se trouve divisée en deux zones : le Nord de la péninsule est administré par l'Union soviétique et le Sud par les États-Unis. Les négociations en vue d’une unification des deux zones échouent et, en 1948, des gouvernements distincts sont formés : la république populaire démocratique de Corée (au régime socialiste) au nord et la république de Corée (au régime capitaliste) au sud. Une invasion du Sud de la péninsule par la Corée du Nord conduit à la guerre de Corée, qui dure de 1950 à 1953. L'accord d'armistice est un cessez-le-feu, mais aucun traité de paix n'est signé.
Le fondateur du pays, Kim Il-sung, mort en 1994, a pour successeur son fils Kim Jong-il, auquel succède en 2011 le fils cadet de ce dernier, Kim Jong-un, ce qui fait du régime nord-coréen la seule dynastie socialiste de l'histoire,. Kim Il-sung — proclamé après sa mort « président éternel », — et ses deux successeurs font l'objet d'un culte de la personnalité dans le pays.
Après la dislocation de l'Union soviétique et une série de catastrophes naturelles, la Corée du Nord subit dans les années 1990 une famine faisant de 600 000 à un million de morts,,. Kim Jong-il adopte alors la politique du Songun (ce qui signifie « l'armée d'abord »), afin de garantir la sécurité du pays et du gouvernement.
La Corée du Nord est le pays le plus militarisé au monde selon le critère de la proportion de la population sous les drapeaux,. Le pays développe un programme spatial, et est également accusé de pratiquer de nombreuses activités illicites à l'échelle internationale,. La Corée du Nord dispose de l'arme nucléaire depuis les années 1990, et effectue régulièrement des tests de missiles balistiques depuis les années 2010.
Une commission d'enquête de l'ONU en 2014 estime que des centaines de milliers d'opposants politiques ont péri dans des camps pendant les 50 années précédentes, ce que la commission qualifie de crime contre l'humanité, et que de 80 000 à 120 000 prisonniers politiques sont détenus dans les camps au moment de l'enquête. La Corée du Nord est par ailleurs confrontée à de longues périodes de sécheresse qui menacent sa sécurité alimentaire.

## Nom
La forme courte est Corée du Nord, Puk Chosŏn (en Hangul 북조선 ; en Hanja 北朝鮮) ; on trouve aussi dans les médias sud-coréens Pukhan (en Hangul : 북한 ; en Hanja : 北韓). La forme longue officielle est république populaire démocratique de Corée (RPDC, Chosŏn Minjujuŭi Inmin Konghwaguk ; en Hangul : 조선민주주의인민공화국 ; en Hanja : 朝鮮民主主義人民共和國). Le nom officiel de Chosŏn (Corée, ou Pays du matin frais traduit improprement en Pays du Matin calme) en Corée du Nord correspond à celui de la dernière dynastie indépendante coréenne avant l'invasion japonaise, la dynastie des Yi ou Chosŏn (1392 – 1910). En Corée du Sud, le nom coréen du pays est Hanguk, lequel fait référence au « pays (guk) des Han », nom de populations préhistoriques d'agriculteurs du sud de la péninsule. Quant au nom occidental de Corée, il provient du nom du royaume de Goryeo qui a administré la plus grande partie de la péninsule coréenne de 918 à 1392.

## Géographie

### Géographie physique
Le pays se situe en Asie orientale, au nord de la péninsule de Corée, dont il occupe environ 55 % des terres. D'une superficie de 120 538 km2, il est bordé au nord par la Chine (frontière de 1 416 km), au nord-est par la Russie (frontières de 19 km) et au sud par la Corée du Sud (frontières de 238 km). Ses frontières maritimes sont marquées à l'est par la mer du Japon (appelée « mer de l'Est » par les Coréens du Sud et « mer orientale de Corée » par ceux du Nord) et à l'ouest par la mer Jaune, mer bordière de la mer de Chine orientale (laquelle mer de Chine fait partie de l’océan Pacifique). La ville la plus importante est Pyongyang, qui est la capitale ; les autres villes principales sont Ch'ŏngjin, Wonsan, Nampo, Kaesŏng et Hamhŭng. Les principaux fleuves sont le « Amnok » (nommé Yalu en chinois), long de 790 km et le Tumen, dont le cours atteint 521 km, qui est le seul fleuve important à se jeter dans la mer du Japon. Tous deux servent de frontière avec la Chine sur la plus grande partie de leur parcours. En raison de la topographie de la péninsule, les fleuves sont assez courts et peu adaptés à la navigation fluviale. Plus au centre du pays, le Taedong (439 km) arrose Pyongyang et l'Imjin partage son estuaire avec le fleuve Han aux portes de la Corée du Sud. Sur le grand plateau de Kaema, au nord-est du pays, s'élève le mont Paektu (2 750 m), point culminant du pays. Dans le paysage désolé et grandiose du cratère de cet ancien volcan s'étend le lac Chon. Par ailleurs, cinquante montagnes dépassent 2 000 m (pour la plupart situées dans le Hamgyong). Les trois quarts du pays sont montagneux ou constitués de plateaux en majeure partie recouverts de forêts (conifères, chênes, châtaigniers, etc.).

Image satellite de la péninsule coréenne en hiver.

### Climat
Le climat est de type tempéré continental, caractérisé par une amplitude annuelle de 35 °C à Pyongyang (la température moyenne au mois de janvier est de −8 °C et celle du mois de juillet est de 28 °C) et des étés chauds et humides. Les précipitations annuelles atteignent 916 mm à Pyongyang et 1 400 mm à Wonsan, sur la côte est. En 1967, 1995, 2006, 2007 et 2016, le pays a été soumis à de très fortes inondations qui ont entraîné de lourdes pertes humaines et matérielles. Le climat est caractérisé par un hiver long, froid, neigeux et un été humide avec une longue période de sécheresse. Les deux tiers des précipitations annuelles interviennent durant l'été, de juin à septembre. À l'automne, les typhons ne sont pas rares.

### Faune et flore
La faune nord-coréenne fait partie d'un ensemble plus vaste qui regroupe le nord-est de la Chine et l'est de la Sibérie. Elle compte notamment des daims, des antilopes, des léopards, des panthères, des ours bruns et noirs, des tigres (dont le tigre de Corée appartenant à la sous-espèce du tigre de Sibérie), des zibelines, des cerfs et des sarcelles du lac Baïkal. Parmi les espèces avicoles, le pic-vert noir à ventre blanc est propre au nord de la Corée. Pour la flore, la Corée du Nord abrite plusieurs parcs naturels, en particulier dans les régions des monts Chilbo, Paektu, Kuwol, Myohyang et Kumgang.

### Géographie administrative

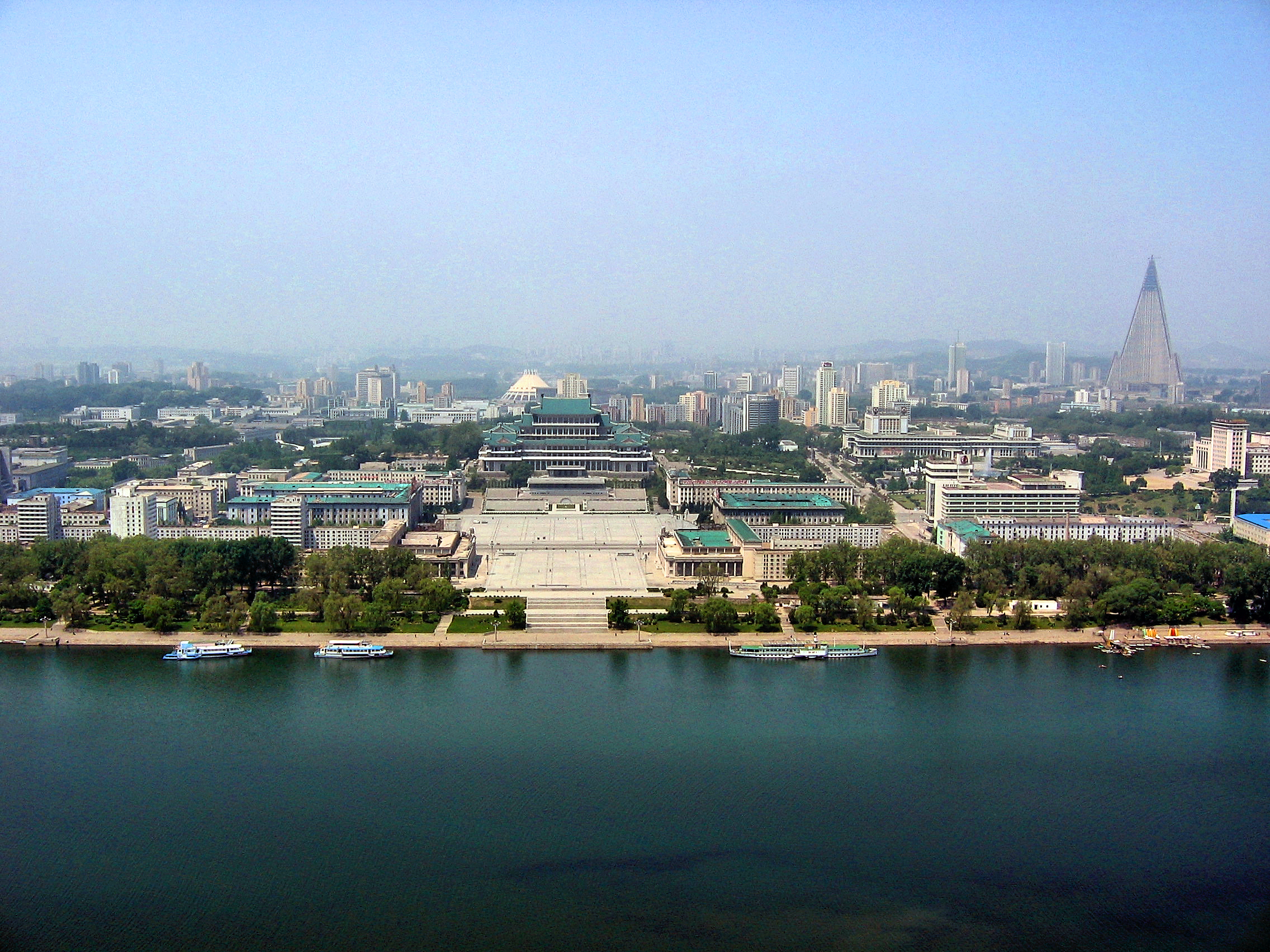
La capitale de la Corée du Nord, Pyongyang.

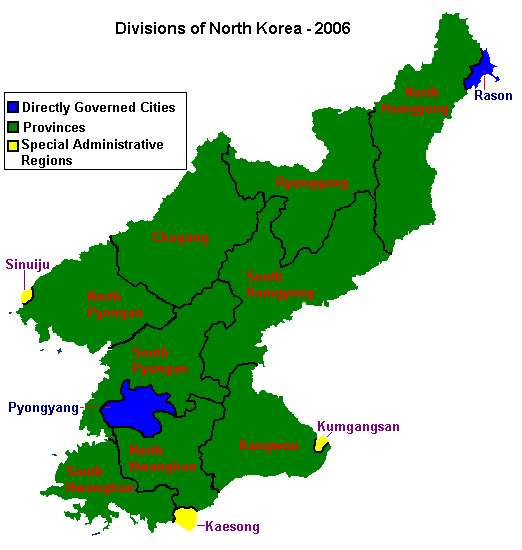
Carte administrative de la Corée du Nord.

La Corée du Nord compte neuf provinces, deux villes sous statut administratif propre et trois régions administratives spéciales.

#### Neuf provinces
- Kangwŏn, au sud-est (chef-lieu de province : Wonsan, autre ville importante : Kosong), où se situent les monts Kumgang ou Kumgangsan (san signifie montagne en coréen) ;
- Chagang, au nord-ouest, frontalière avec la Chine (chef-lieu de province : Kanggye) ;
- Ryanggang, au nord (chef-lieu de province : Hyesan), le Mont Paektu, point culminant de la Corée du Nord à la frontière sino-coréenne, appartient au Ryanggang ;
- Pyongan du Nord au nord-ouest (chef-lieu de province : Sinŭiju, à la frontière chinoise) ;
- Pyongan du Sud, à l'ouest (chef-lieu de province : Pyongsong, autre ville importante : Kangso) ; les monts Myohyang se situent à la limite de la province du Jagang ;
- Hamgyŏng du Nord (chef-lieu de province : Ch'ŏngjin) à l'extrême nord-est ;
- Hamgyŏng du Sud, au nord-est du pays (chef-lieu de province : Hamhŭng, autre ville importante : le port de Sinpo dans le Sud Hamgyong) ;
- Hwanghae du Nord, au sud du pays (chef-lieu de province : Sariwŏn) ;
- Hwanghae du Sud, à l'extrême-sud-est du pays (chef-lieu de province : Haeju).

#### Deux villes
- Pyongyang, la capitale, et sa province ;
- la ville de Rasŏn, à la frontière avec la Russie.

#### Trois régions administratives spéciales
- la région touristique des monts Kumgang ;
- la région administrative spéciale de Sinuiju à la frontière avec la Chine ;
- la zone industrielle de Kaesong, près de la Corée du Sud.

### Géographie humaine
Les premiers peuplements de la Corée datent de l'époque paléolithique, il y a plus d'un million d'années. Les premières populations d'hommes modernes, de type Homo sapiens, sont présentes il y a 30 000 à 40 000 ans dans les provinces du Nord Hamgyong et du Pyongan du Sud, situées aujourd'hui dans le nord de la péninsule coréenne. Comme en Europe, en Inde et au Proche-Orient, les hommes y ont édifié des dolmens. Ceux de Corée du Nord datent du Ier millénaire av. J.-C.. L'unité territoriale de la Corée et l'identité morphologique des Coréens sont attestées il y a 7 000 ans. Sur le plan linguistique, le coréen n'a toujours pas pu être relié avec certitude à une autre famille de langues, elle est donc encore considérée comme un isolat. Sur le plan de la génétique, les haplogroupes O2 (en) et O3 (en) prédominent,.

## Histoire

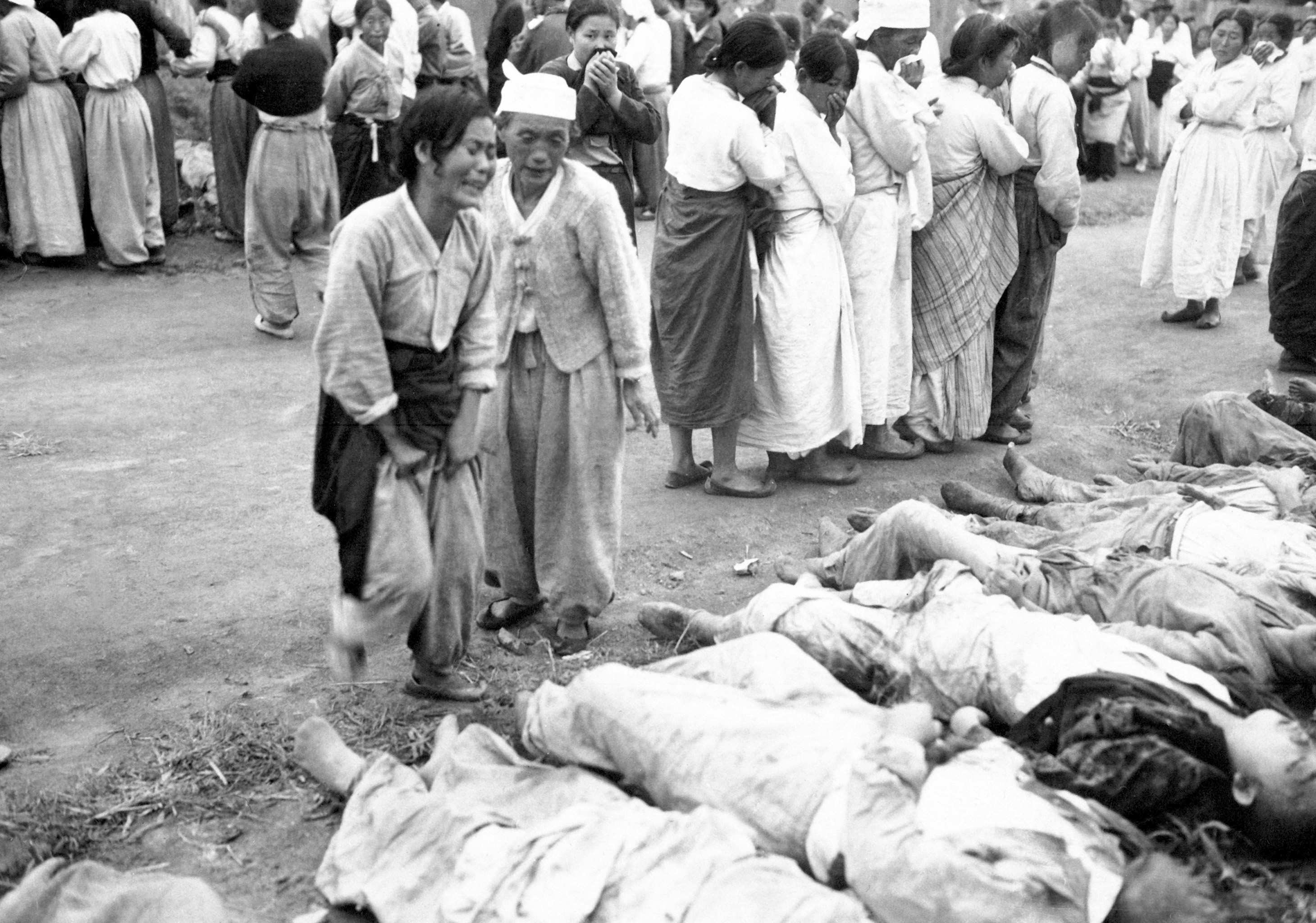
Guerre de Corée, en 1950.

À la suite de la première guerre sino-japonaise, la Corée passe sous la domination de l'empire du Japon.
Au lendemain de la capitulation du Japon le 2 septembre 1945, la Corée est déjà séparée en deux : Soviétiques et Américains se font face sur le 38e parallèle. Kim Il-sung, qui avait dirigé l'un des groupes de résistance à l'occupation japonaise, est imposé par les occupants soviétiques en tant que chef du gouvernement provisoire proclamé au nord du pays. Au sud, l'administration militaire américaine organise des élections le 10 mai 1948, qui conduisent à la proclamation de la « république de Corée » le 15 août suivant. Après la tenue à Pyongyang d'une conférence réunissant des organisations du Nord et du Sud en avril 1948, des élections législatives (organisées clandestinement au Sud) sont tenues le 25 août 1948. Le 9 septembre 1948, l'Assemblée populaire suprême proclame la « république populaire démocratique de Corée » à Pyongyang.
Kim Il-sung devient en 1949 le secrétaire général du Parti du travail de Corée, issu de la fusion du Parti du travail de Corée du Nord et du Parti du travail de Corée du Sud.
La guerre de Corée (1950-1953) est déclenchée par l'attaque de la Corée du Sud par la Corée du Nord, après que Kim Il-sung a persuadé Staline et Mao de le soutenir, dans le but de réunifier de force tout le pays sous son égide. Cette guerre, qui entraîne plus de deux millions de morts, dont plus de la moitié au Nord, s'achève par un armistice, en 1953, qui laisse les deux Corées séparées par une zone démilitarisée. Par la suite, la Corée du Nord s'industrialise et cherche à atteindre l'autosuffisance politique, économique et militaire conformément aux principes de la théorie du juche. En l'absence de traité de paix après la guerre de Corée, des tensions internationales émaillent la politique extérieure de l'État nord-coréen. Entre autres, le 21 janvier 1968, des agents du Nord attaquent le palais présidentiel sud-coréen à Séoul et, la même année, un navire-espion américain, le Pueblo, est arraisonné dans les eaux territoriales nord-coréennes. Dans le domaine intérieur, Kim Jong-il, fils du président Kim Il-sung, est préparé officiellement à prendre sa succession dès 1980. Après le décès de ce dernier en 1994, et à la suite d'un deuil national de trois ans conforme à la tradition coréenne après la mort du père, il accède officiellement aux plus hautes fonctions de l'État en 1997. Le 31 août 1998, la Corée du Nord a procédé au lancement d'un satellite artificiel, le Kwangmyŏngsŏng 1 depuis un missile balistique Taepodong-1. Malgré l'annonce officielle du succès de ce vol, des spécialistes américains affirment n'avoir trouvé aucune trace du satellite et estiment que l'étage supérieur serait tombé en panne avant la mise en orbite.
Kim Jong-il encourage des mesures de libéralisation économique depuis 2002, tout en renforçant la capacité militaire du pays, dans un contexte international tendu, en application de la politique de Songun. Le 9 octobre 2006, la Corée du Nord annonce avoir effectué son premier essai nucléaire, augmentant ainsi les tensions envers la communauté internationale. Le 17 décembre 2011, Kim Jong-il décède. Sa succession à la tête du pays est assurée par son fils Kim Jong-un alors âgé de 27 ans. Le 12 décembre 2012, Pyongyang a annoncé avoir lancé une fusée à longue portée depuis son centre spatial de Sohae (dans le nord de la province de Pyongan) et placé en orbite un satellite qui est la deuxième version du Kwangmyongson-3. Ce lancement fait suite à l'échec d'avril 2012 qui avait vu la fusée Unha-3 se désintégrer peu après le décollage et tomber dans la mer,. Selon l'astronome Jonathan McDowell, qui suit les lancements de fusées dans le monde, le satellite était sur une orbite un peu plus élevée que celle de la Station spatiale internationale.
En 2019, une sécheresse « extrême » risque de provoquer des pénuries alimentaires pour des millions de personnes. Les chutes de pluie et de neige en Corée du Nord sont tombées à leur plus bas niveau depuis 37 ans. Selon un rapport de l'ONU, la Corée du Nord a enregistré en 2018 ses pires récoltes agricoles depuis 10 ans.
Entre le 26 février et le 1er mars 2024, le photographe et journaliste de l'AFP Pedro Pardo a réalisé un reportage photographique sur la Corée du Nord, depuis la frontière chinoise dont 10 images ont été dévoilées.

## Population et société

### Démographie

#### Données démographiques

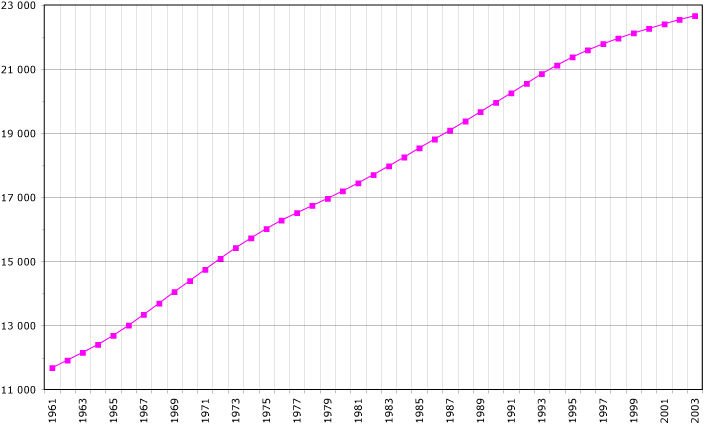
Évolution démographique entre 1961 et 2003 en milliers d'habitants (chiffre de l'Organisation des Nations unies pour l'alimentation et l'agriculture (FAO), 2005).

Selon des données publiées par la CIA, la population nord-coréenne est estimée à environ 24 983 205 habitants en 2015, soit une densité d'un peu moins de 204 hab./km2. Environ 61 % de la population est citadine. L'âge médian est de 32,9 ans et 22,4 % de la population a moins de 14 ans, 68,6 % entre 15 et 64 ans et 9,1 % plus de 65 ans. L'indice synthétique de fécondité est estimé en 2011 à 2,02 enfants par femme, pour un taux d'accroissement naturel estimé à 0,538 %. Le taux de natalité est estimé à 14,51 pour mille et celui de mortalité à 9,08 pour mille en 2011. Le taux de mortalité infantile est estimé à 27,1 pour mille en 2011, une valeur comparable à celles observées dans les pays du Maghreb.
L'espérance de vie en 2011 est estimée à 68,9 ans, ce qui la place après le Bangladesh et juste avant l'Ukraine, soit à la 149e position sur 222 États (pour comparaison l’espérance de vie en Corée du Sud est de 79,05 ans qui la place en 41e position). De 1990 à 2002, l’état alimentaire et sanitaire du pays s’était considérablement dégradé, du fait de l'aggravation de la situation économique, faisant régulièrement apparaître des risques de famine (voir la section Situation alimentaire).

#### Accusations d'eugénisme coercitif
Selon le rapport publié en avril 2009 par l'Institut coréen pour l'unification nationale, organisme étatique sud-coréen, le gouvernement de la Corée du Nord aurait pratiqué l'eugénisme et de la stérilisation contrainte : les nains devaient subir une vasectomie et être mis en quarantaine et dans les années 1980, des opérations contraceptives se pratiquaient aussi sur des femmes de moins de 1,50 mètre.

#### Migrations humaines
Les Nord-Coréens n'ont pas le droit de quitter leur territoire sans autorisation, mais il est possible pour le voyageur étranger de visiter, dans un certain cadre, le pays. Des étudiants nord-coréens sont autorisés à faire leur cursus universitaire en France, au Royaume-Uni, en Suisse et dans d'autres pays d'Europe. Quelque 93 000 Coréens du Japon favorables à Pyongyang, et appartenant à l'association Chongryon sont venus s'installer dans le pays, principalement entre 1959 et 1962, parfois accompagnés d'un conjoint japonais dans des conditions alors critiquées par l'association Mindan des Sud-Coréens du Japon. La Corée du Nord compte ainsi une petite communauté japonaise estimée à 1 800 personnes. En outre, une minorité chinoise de 50 000 personnes est présente, ainsi qu'une communauté d'origine vietnamienne. Mais depuis plusieurs années le taux d'immigration est extrêmement faible et l'estimation de 2009 est négative. Cela fait de la Corée du Nord un pays très homogène sur le plan ethnique. Au sein de l'importante diaspora coréenne (présente notamment en Chine, aux États-Unis, au Canada, au Kazakhstan), plus d'un tiers des quelque 600 000 Coréens du Japon sont citoyens de la république populaire démocratique de Corée. Ils sont regroupés au sein de l'association générale des Coréens résidant au Japon, généralement désignée par son acronyme Chongryon (nom japonais : Chôsen Soren), lequel peut également être orthographié Chongryun.
Depuis la famine des années 1990, un grand nombre de Nord-Coréens ont fui en Chine en traversant le fleuve Tumen. Beaucoup se cachent dans la zone frontalière. Selon le bulletin La Lettre de Corée de l'association d'amitié Corée-France (favorable à la Corée du Sud et hostile à la Corée du Nord) jusqu'à 300 000 Coréens du Nord « se cacheraient » en Chine et 1 285 réfugiés nord-coréens sont parvenus en Corée du Sud en 2003. Les spécialistes estiment plus vraisemblable le chiffre de 100 000 Nord-Coréens présents en Chine, voire moins, en observant que « l'immigration illégale n'est, par nature, pas enregistrée officiellement » et qu'« une grande partie des mouvements de population le long de la frontière sont légaux, avec des personnes allant travailler ou étudier à l'étranger ». Pour une estimation du nombre de Nord-Coréens présents en Chine inférieure à 100 000 personnes, Tim Beal cite notamment Lee Young-jong et Ser Myo-ja, Pyongyang regime is stable, says top aide on North Korea, dans JoongAng Ilbo, 2004. La fuite de plus de 450 Nord-Coréens arrivés à Séoul le 27 juillet 2004 a été qualifiée de « kidnapping planifié et un crime de terrorisme flagrant » par les autorités nord-coréennes. Des Nord-Coréennes, réfugiées en Chine, sont forcées de se prostituer ou sont mariées de force à des paysans chinois. Une Nord-Coréenne est vendue entre 700 et 1 400 €, 2 000 € pour les plus jolies,.
Depuis les années 1990, plus de 10 000 Nord-Coréens partent chaque année pour l'Extrême-Orient russe dans les camps de déboisement et des chantiers de construction afin de payer la dette nord-coréenne à la Russie. Une résolution adoptée par l'ONU en décembre 2017 demande le retour des travailleurs nord-coréens envoyés à l'étranger.

### Religions

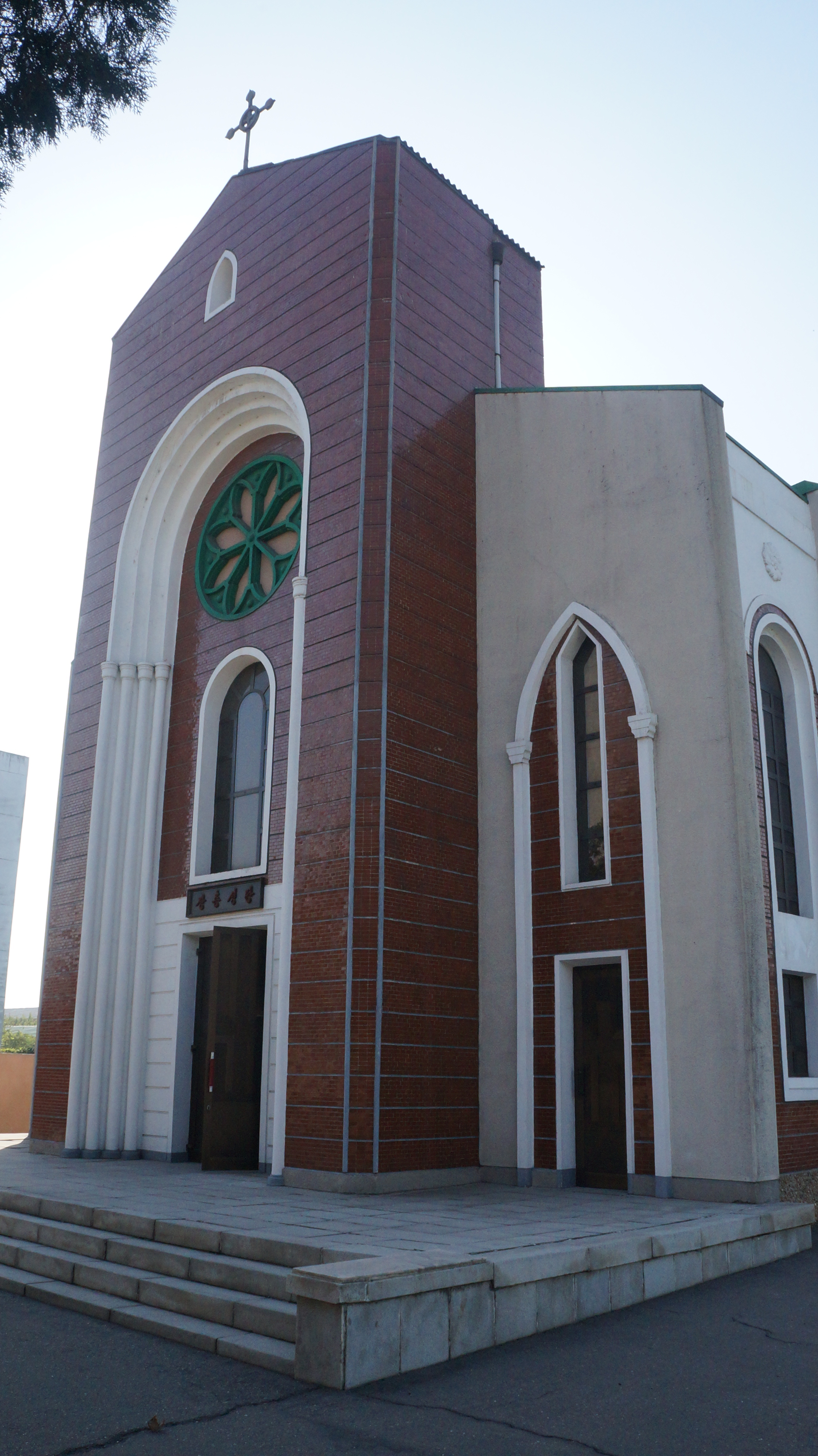
Église catholique Jangchung à Pyongyang.

Les religions pratiquées étaient traditionnellement le bouddhisme et le chamanisme dans une société fondée sur le néo-confucianisme. Le christianisme a commencé à se répandre plus ou moins clandestinement à partir de la fin du XVIIIe siècle depuis la Chine suivi par le cheondoïsme, la religion de la voie céleste initiée en 1860 par Choe Je-U.
Cependant, depuis l'installation d'un régime communiste et la fondation de la république populaire démocratique de Corée dans les années 1940, l'influence des religions a été fortement réduite, éclipsée par le culte de la personnalité voué à la dynastie Kim, par l'idéologie du juche qui ne tolère pas de concurrence et qui est considérée comme une religion, et par la persécution organisée par le régime communiste qui, dès sa prise de pouvoir, mena une politique virulente de persécution religieuse,. Bien que la liberté religieuse soit garantie par la constitution, la Corée du Nord a été considérée pendant près de 20 ans par l'association Portes ouvertes comme le pays du monde où les chrétiens sont les plus persécutés. 
En 2021, d'après Jacques Leclerc du CEFAN de l'Université Laval — qui met en garde sur les données disponibles — environ 68%  de la population serait sans religion. Le pourcentage restant pratique essentiellement des religions traditionnelles de Corée, notamment le cheondoïsme ou, pour 4%, le catholicisme, le protestantisme et le bouddhisme.
Dans ce contexte, bien que la liberté religieuse soit inscrite dans la Constitution, elle n'est que théorique et, dans la pratique, les religions n'ont pas de droit de cité en Corée du Nord.

### Langues et dialecte

#### Langue officielle
La seule langue officielle de la Corée du Nord est le coréen (en coréen : 조선말, chosŏnmal, litt. « langage ou parole de Chosŏn », en référence à la période Chosŏn).
C'est également la langue officielle de la Corée du Sud et de Yanbian (Chine) bien qu'elle porte une appellation différente et des distinctions.

#### Caractéristiques linguistiques du coréen
La plupart des linguistes considèrent la langue coréenne comme un isolat, bien que quelques-uns la regroupent dans la famille controversée des langues altaïques. Le coréen a cependant plus de locuteurs que tous les autres isolats linguistiques additionnés.

#### Dialectes
L’aire géographique du coréen se partage en 9 zones correspondant chacune à un parler, du Sud de la province du Kilim, en Mandchourie (Chine) à l’île de Jeju. Dans chacune des deux Corées, un parler a été choisi comme langue officielle. La péninsule est extrêmement montagneuse, et le « territoire » de chaque parler correspond étroitement aux frontières naturelles entre les différentes régions géographiques. La plupart des noms des parlers correspondent par conséquent aux régions qu’ils représentent.
Il y a intercompréhension plus ou moins grande entre tous ces parlers, en fonction de la distance, à l’exception de celui de l’île de Jeju. Les parlers de la péninsule ne sont donc pas tous des dialectes.
Le parler de Pyongan - Pyongyang est le parler officiel en Corée du Nord et est parlé à Pyongyang, la région de Pyongyang, et la province de Chagang. Il existe trois autres parlers dans le pays :
- le parler de Gangwon, qui est employé dans la province de Gangwon à cheval sur la Corée du Nord et la Corée du Sud ;
- le parler de Hamgyong, qui est employé dans la région de Hamgyeong et la province de Yanggang ;
- le parler de Hwanghae, qui est pratiqué dans la région de Hwanghae.

#### Différences avec la Corée du Sud
Depuis la séparation des deux Corées, des différences sont apparues entre le coréen parlé en Corée du Sud et celui parlé en Corée du Nord. Les Coréens du Nord ne communiquent pas avec ceux du Sud. La presse sud-coréenne est interdite en Corée du Nord, tout comme les antennes paraboliques. En Corée du Nord, la langue coréenne évolue donc en un isolat.

##### Appellation
Le coréen de Corée du Nord s'appelle officiellement chosŏnmal (조선말), littéralement « langage ou parole de Chosŏn », en référence à la période Joseon. Le coréen de Corée du Sud s'appelle officiellement han'gugŏ (한국어), littéralement : « langue Han », en référence à l'ethnie Han coréenne à ne pas confondre avec les Hans de Chine.
Le chosŏnmal et le han'gugŏ utilisent le même alphabet appelé chosŏn'gŭl en Corée du Nord et hangeul en Corée du Sud.

##### Orthographe
Il existe deux facteurs à l'origine des différences orthographiques entre le chosŏnmal et le han'gugŏ. Le coréen est une langue agglutinante qui emploie des particules qui viennent se coller aux mots.
Le han'gugŏ emploie des espaces entre les différents termes faisant partie d'un groupe nominal ce qui n'est pas le cas en chosŏnmal. Par exemple le nom officiel de la Corée du nord en chosŏnmal s'écrit 조선민주주의인민공화국 (Chosôndémocratiepopulairerépublique). En han'gugŏ il s'écrit 조선  민주주의  인민공화국 (Chosôn démocratie populaire république).[source insuffisante]
Certaines lettres de l'alphabet coréen se prononcent différemment en Corée du Nord et en Corée du Sud. La Corée du Sud a adapté l'orthographe afin que cela se rapproche plus de la prononciation standardisé sud-coréenne. Par exemple le nom de l'ex-président sud-coréen Roh Moo-hyun s'écrit 노무현 No Mu Hyôn au sud tandis qu'au Nord il s'écrirait 로무현 Ro Mu Hyôn. Les Sud-coréens trouvant la prononciation du R en début de mot difficile, ont peu à peu modifié l'orthographe et ont remplacé les R par des L.

##### Vocabulaire
Depuis la mise en place de l'idéologie de Juche en Corée du Nord, le régime maintient une ligne politique pro-coréenne et proscrit donc tout ce qui est étranger, mettant en avant ce qui est coréen. La Corée du Sud, restée longtemps sous la tutelle des États-Unis et entretenant avec ce pays des relations importantes, notamment sur le plan militaire, a très vite intégré des mots d'anglais. Par ailleurs, comme les autres pays voisins de la Chine, elle a intégré au cours de l'histoire beaucoup de vocabulaire dit sino-coréen, provenant des caractères chinois utilisés par la Corée avant l'invention du système alphabétique coréen par Sejong le Grand. La Corée du Nord a donc inventé de nouveaux mots pour éliminer les mots sino-coréens et anglais.
Par exemple, "œsophage" se dit 식도 (sikdo) en hangeul de Corée du Sud et provient des caractères hanja 食道. Les Nord-Coréens ont créé le mot 밥길 (babgil) qui signifie littéralement "le trajet/la route de la nourriture" et,par la même occasion, "œsophage".
Certains nouveaux mots ainsi créés ont eu du succès, d'autres n'ont finalement pas été utilisés, jugés peu élégants.

#### Francophonie

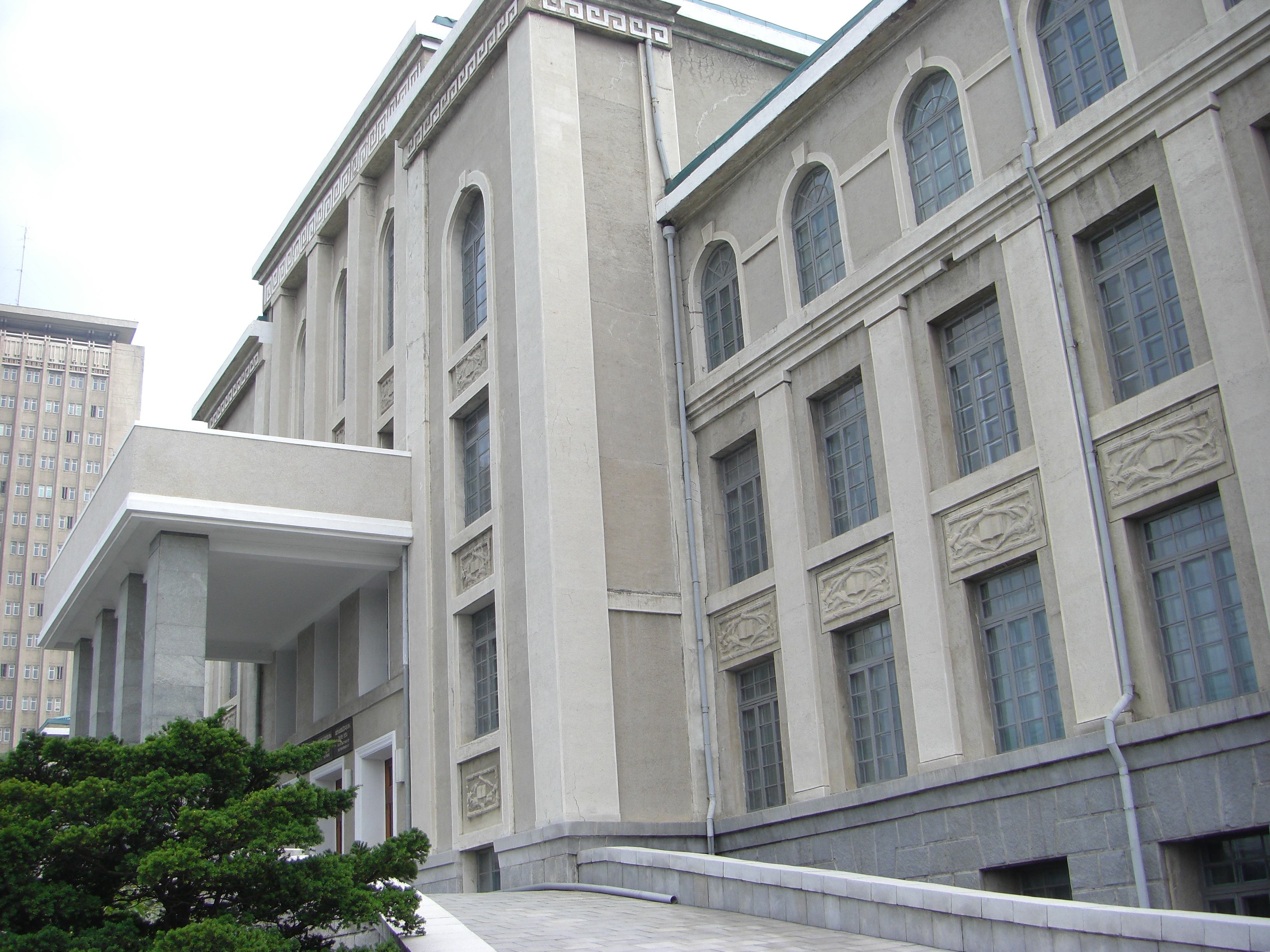
L'université Kim Il-sung en Corée du Nord possède des départements de langue française.

La présence du français dans le monde de l'éducation en Corée du Nord est un fait. Comme la France n'entretient pas de relations officielles avec le pays, c'est actuellement la Suisse qui comble la demande de celui-ci en termes de ressources francophones dans le monde de l'éducation.
Cette présence de la langue française y est également renforcée par les relations que certains pays francophones d'Afrique tels que l'Algérie ou la Guinée entretiennent avec Pyongyang,.
On peut aussi mentionner l'association d'amitié franco-coréenne qui vise à renforcer les relations entre le peuple français et ceux des deux Corées,.
Enfin, on trouve différents départements de langue française à l'université Kim Il-sung et à l'université des études étrangères de Pyongyang,.

### Droits des femmes
En 1949, la loi garantissant l'égalité des sexes est introduite. Elle donne aux femmes le droit de voter, d'étudier, de recevoir à travail égal les mêmes salaires que les hommes et de bénéficier des mêmes droits sur l'héritage ; les mariages forcés et la prostitution sont interdits et le divorce légalisé. Néanmoins, la société reste patriarcale et les femmes cumulent la double fonction de travailleuse pour la patrie et de mère.
Le comité de l'ONU chargé du suivi de la Convention sur l'élimination de toutes les formes de discrimination à l'égard des femmes rapporte en 2017 que les femmes nord-coréennes sont désavantagées en matière d'éducation et d'emploi, et qu'elles font souvent l'objet de violences domestiques et d'agressions sexuelles au travail.
S'appuyant sur une centaine de témoignages de femmes et d'officiels ayant fui le pays, l'ONG Human Rights Watch dénonce en 2018 les violences sexuelles et sexistes qui seraient commises sur les femmes nord-coréennes par des hommes, en particulier ceux en position d'autorité (policiers et autres représentants de l'État),,. En 2015, une femme ayant fui la Corée du Nord, interrogée par le média sud-coréen NK News, relate que le pays est patriarcal et que la seule promotion de l'égalité par l'État a visé à ce que les femmes travaillent davantage pour reconstruire l'économie après la guerre de Corée.

## Politique

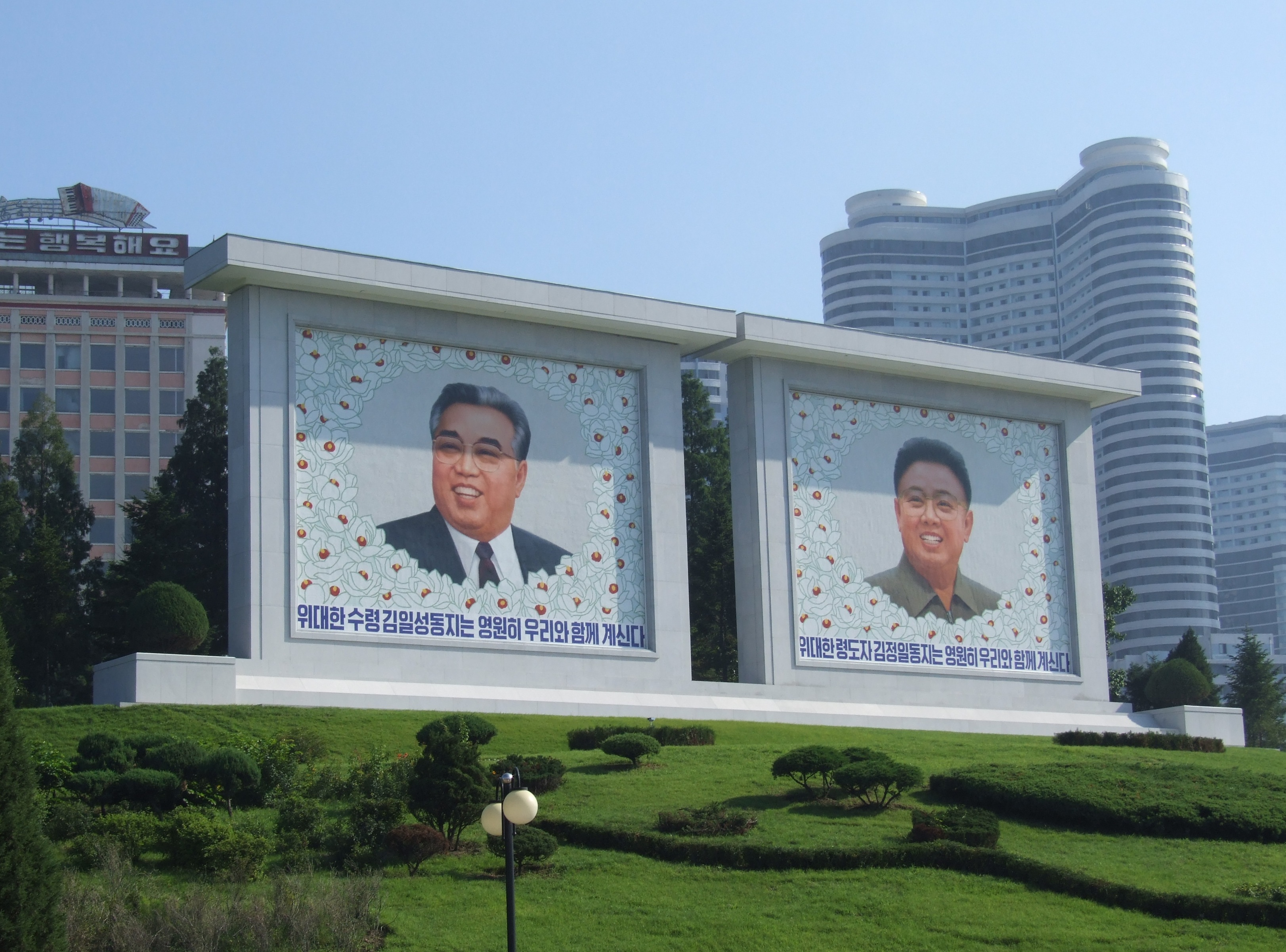
Portraits de Kim Il-sung et Kim Jong-il : les dirigeants historiques de la Corée du Nord font l'objet d'un culte de la personnalité.

La Corée du Nord est un régime autoritaire. L'article premier de la Constitution déclare que « la république populaire démocratique de Corée est un État socialiste souverain qui représente les intérêts de tout le peuple coréen ». L'article trois précise que « la république populaire démocratique de Corée prend pour guide de ses activités les idées du juche, conception du monde axée sur l'homme et idéologie révolutionnaire en faveur de l'émancipation des masses populaires ». Cette idéologie, instituée par Kim Il-sung qui, selon lui, s'inscrit dans le prolongement des principes marxistes-léninistes, a pour conséquence l'application d'une politique d'indépendance, tant sur le plan politique qu’économique : les liens de coopération doivent se fonder sur le principe de complémentarité. L'article 5 de la Constitution dispose que l'État est gouverné « selon le principe du centralisme démocratique ».
Le préambule de la Constitution rend longuement hommage au président Kim Il-sung, fondateur du régime en 1948 (lors de la division de la Corée). Le titre de président de la République, associé « éternellement » à Kim Il-sung, a disparu après sa mort en 1994. En 1998, une révision de la Constitution donne le rang de « dirigeant suprême » au président du Comité de la défense nationale, poste occupé par Kim Jong-il, fils de Kim Il-sung, de 1993 jusqu'à son propre décès en 2011. Durant sa période au pouvoir, Kim Jong-il a cumulé les postes de président du Comité de la défense nationale, chargé des affaires militaires et donc commandant en chef de l'Armée populaire de Corée et de secrétaire général du Parti du travail de Corée, lequel est placé par la constitution aux commandes du pays. Cette concentration du pouvoir et la succession lors du décès de Kim Il-sung font que la Corée du Nord est considérée comme une dictature. La CIA qualifie ainsi le régime nord-coréen de « dictature personnelle » en raison de l'important culte de la personnalité vis-à-vis des dirigeants suprêmes. Les membres du parlement et de toutes les autres institutions de l'État ne sont pas élus au suffrage universel. Si d'autres partis existent (le Parti social-démocrate de Corée et le Parti Chondogyo-Chong-u), ils sont sous le contrôle du Parti du travail de Corée. Les trois partis sont réunis au sein d'une coalition, le Front démocratique pour la réunification de la patrie. La Corée du Nord présente ainsi les caractéristiques essentielles d'un régime dictatorial à parti unique. La Corée du Nord est – avec un score de 1,08/10 – considérée par l'indice de démocratie mis en place par The Economist comme le pays le moins démocratique au monde.
En 2016, Kim Jong-un, fils et successeur de Kim Jong-il, remplace le Comité de la défense nationale par une Commission des affaires de l'État, dont il assure la présidence. Contrairement au précédent organe qui avait officiellement autorité sur l'armée, la Commission chapeaute explicitement à la fois l'armée, le parti et le gouvernement.
Le 12 avril 2019, Kim Jong-un désigne un nouveau chef d'État et un nouveau Premier ministre. Le chef d'État Kim Yong-nam, âgé de 91 ans, est remplacé par Choe Ryong-hae et le Premier ministre Pak Pong-ju, âgé de 79 ans, par Kim Jae-ryong.

### Droits de l'homme
La Corée du Nord a signé plusieurs traités l'engageant à respecter les droits de l'homme et plusieurs articles de sa Constitution défendent plusieurs libertés fondamentales. Mais en raison du manque d'informations disponibles, il est très difficile de vérifier leur respect. Les gouvernements tout comme des ONG étrangères, telle par exemple Amnesty International, accusent la Corée du Nord de ne pas respecter certaines libertés fondamentales comme celles d'expression, d'association, de religion ou encore de circulation et « exhortent le gouvernement de Corée du Nord à prendre sans plus attendre des mesures en vue d'améliorer le respect des droits humains dans le pays ». Il est strictement interdit de fonder une association ou encore de songer à manifester. Kim Jong-Il poursuivait quiconque œuvrant dans ce sens. Des témoignages recueillis par Médecins sans frontières font état de conditions sociales et politiques désastreuses entraînant des troubles psychiques chez les réfugiés ayant fui ce pays.
Le travail forcé serait très fréquent au sein « d'un grand nombre de camps de détention », comme ceux de Yodok, Kaechon et Haengyong. Les premières photos satellites de ces camps ont été rendues publiques en 2002. En 2003, le nombre de travailleurs forcés est estimé entre 150 000 et 200 000. En 2009, des associations, qualifiant ces camps de camp de concentration, estiment le nombre de ces travailleurs à 300 000. En 2011 Amnesty International estime à 200 000 le nombre de personnes enfermées dans ces camps dans des conditions « atroces », camps en augmentation en taille et en nombre depuis dix ans.
Amnesty International a exprimé ses préoccupations concernant la persécution religieuse en Corée du Nord. Selon un classement publié par Portes ouvertes, une organisation internationale qui soutient les chrétiens persécutés, la Corée du Nord est actuellement le pays où les chrétiens sont le plus persécutés dans le monde.
En mars 2014, l'ONU compare les crimes de la Corée du Nord à ceux du Troisième Reich et de l'Afrique du Sud du temps de l'apartheid.

### Diplomatie
Après la partition de la péninsule coréenne, les États occidentaux reconnaissaient la Corée du Sud comme représentant seule la Corée, tandis que les États socialistes n'établissaient de relations diplomatiques qu'avec la Corée du Nord. Pendant la guerre froide, tout en appartenant au bloc de l'Est, la Corée du Nord cherchait à préserver son indépendance vis-à-vis de l'Union soviétique en maintenant un équilibre dans ses relations avec cette dernière et la république populaire de Chine. Elle n'avait ainsi pas adhéré au Conseil d'assistance économique mutuelle et aucune troupe étrangère ne stationnait sur son territoire. Après la disparition de l'URSS, la Corée du Nord et la Corée du Sud ont adhéré simultanément à l'ONU le 17 septembre 1991 et ont diversifié leurs relations internationales. Les deux Corées sont aujourd'hui reconnues par la quasi-totalité des États du monde, avec quelques exceptions notables : la Corée du Nord n'est en effet pas reconnue par la Corée du Sud, les États-Unis, le Japon et, pour l'Union européenne, la France et l'Estonie.

#### Rapprochement inter-coréen: une réunification définitivement exclue
À l'invitation du dirigeant nord-coréen Kim Jong-il, le président sud-coréen Kim Dae-jung s'est rendu en Corée du Nord en juin 2000. Cette rencontre s'est scellée par une déclaration conjointe le 15 juin signée à Pyongyang : elle marque le début du rapprochement entre les deux États en vue d'une réunification de la Corée. Quelques entreprises sud-coréennes se sont implantées au Nord, notamment à Kaesŏng, et la Corée du Sud est devenue le second partenaire commercial de la Corée du Nord. Les monts Kumgang ont été visités par plus d'un million de Sud-Coréens depuis 1997. Des rencontres régulières ont lieu au niveau ministériel. La politique d'ouverture au Nord du président Kim Dae-jung a été poursuivie par son successeur Roh Moo-hyun. Le principal parti d'opposition sud-coréen, le Grand parti national, après avoir fortement critiqué la « politique du rayon de soleil », s'est rallié, début juillet 2007, au principe d'un rapprochement progressif entre les deux Corées fondé sur le développement des relations inter-coréennes. Toutefois, la loi de sécurité nationale (destinée à lutter contre la « subversion communiste ») est toujours en vigueur en Corée du Sud.
Un second sommet intercoréen, entre le dirigeant du Nord Kim Jong-il et le président sud-coréen Roh Moo-hyun, initialement prévu à Pyongyang du 28 au 30 août 2007,, a été reporté du 2 au 4 octobre après que les plus graves inondations en Corée du Nord depuis quarante ans eurent entraîné 600 morts et disparus et touché un million de personnes. L'accord intercoréen signé le 4 octobre 2007 a souligné l'engagement commun des deux États à promouvoir la paix et la prospérité économique dans la péninsule. Depuis 2008 les relations entre les deux Corées se détériorent, à la suite du durcissement des exigences du Sud, portées par son président Lee Myung-bak, avec de multiples menaces nord-coréennes envers sa voisine et la suspension de tous les accords avec celle-ci. En novembre 2008, la Corée du Nord annonce qu'elle ferme ses sites industriels et touristiques, ainsi que les liaisons ferroviaires avec le Sud. Le 27 mai 2009, la Corée du Nord estime ne plus être liée par l'armistice qui a fait cesser la guerre de Corée, et ce après un nouvel essai nucléaire et plusieurs tirs de missiles courte portée, ce qui a eu pour effet de motiver son voisin du Sud à adhérer à l'Initiative de sécurité en matière de prolifération (PSI).

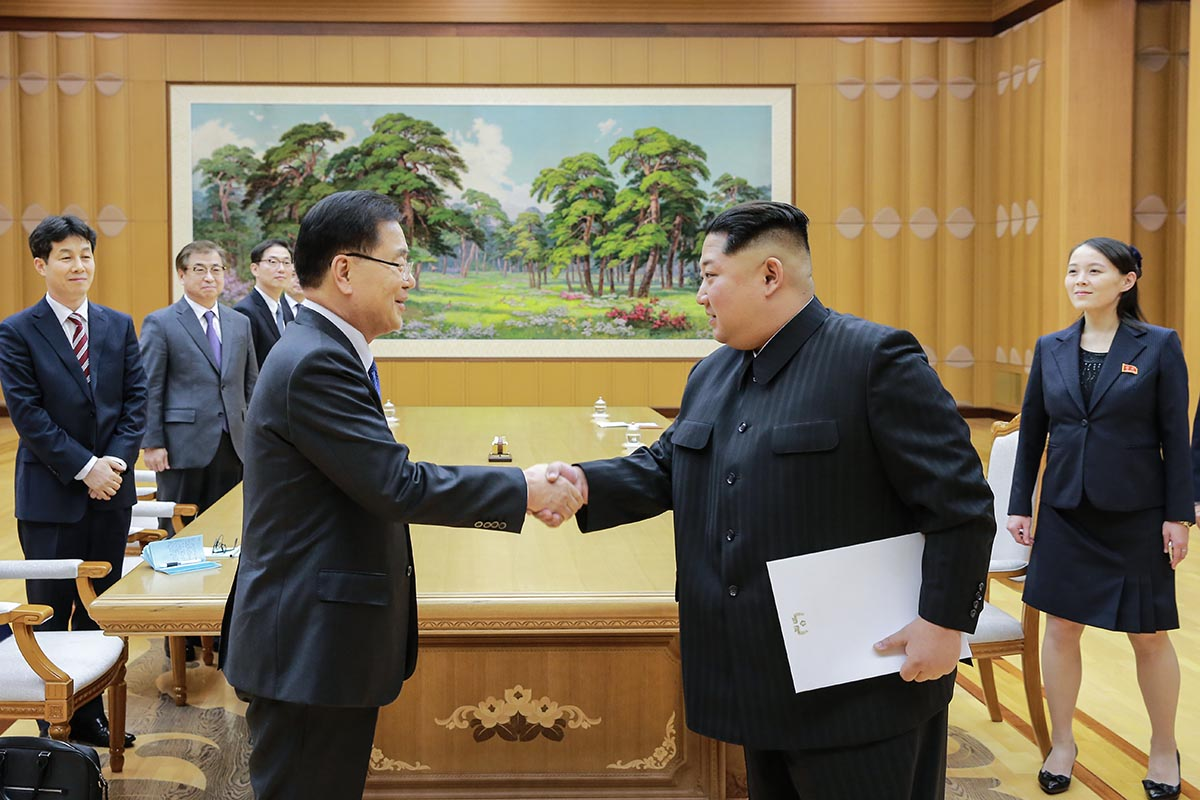
Le président nord-coréen, Kim Jong-un, avec Chung Eui-yong, le chef de la délégation de Corée du Sud, à Pyongyang, le 6 mars 2018.

Début septembre 2009, les relations avec la Corée du Sud se sont à nouveau tendues à la suite du déversement par le Nord de quelque 40 millions de tonnes d’eau dans le lit de la rivière Imjin, causant au Sud des inondations et des victimes. Le 26 mars 2010, la corvette sud-coréenne Chenoan aurait été coulée par un sous-marin nord-coréen. Depuis, les échanges commerciaux sont interrompus. Le président sud-coréen promet des mesures fortes. Les États-Unis et le Japon condamnent fermement l'attaque. Les États-Unis promettent de coordonner leur effectif militaire pour dissuader toute agression. La Chine tente de ramener le calme pour éviter une escalade menant à une guerre. Le 21 novembre 2010, la Corée du Nord tire des obus sur une île sud-coréenne, entraînant immédiatement une réplique de la part de la Corée du Sud.
Le 1er janvier 2013, Kim Jong-un a formulé le vœu de la fin de la confrontation avec la Corée du Sud et un « virage radical » permettant l'émergence d'un « géant économique », tout en réaffirmant les ambitions militaires du régime socialiste. « Pour mettre fin à la division du pays et parvenir à sa réunification, il est important de cesser la confrontation entre le Nord et le Sud », a annoncé Kim Jong-un dans un communiqué diffusé par la télévision d'État. Le 30 mars 2013, la Corée du Nord annonce être officiellement en état de guerre avec la Corée du Sud. Le 1er avril 2013, la présidente sud-coréenne Park Geun-hye promet une « violente riposte » en cas de « provocation » de la part de la Corée du Nord. Le 3 avril 2013, lcette dernière bloque l'accès au complexe intercoréen de Kaesong.
En janvier 2024, The Korea Herald se fait l'écho des propos du dictateur : « le leader nord-coréen Kim Jong-un a ordonné la suppression de tous les symboles de réconciliation et de coopération entre les deux Corées, dont la relation étroite et explosive a perduré durant plus de cinquante ans ».

#### Alliance avec la Chine

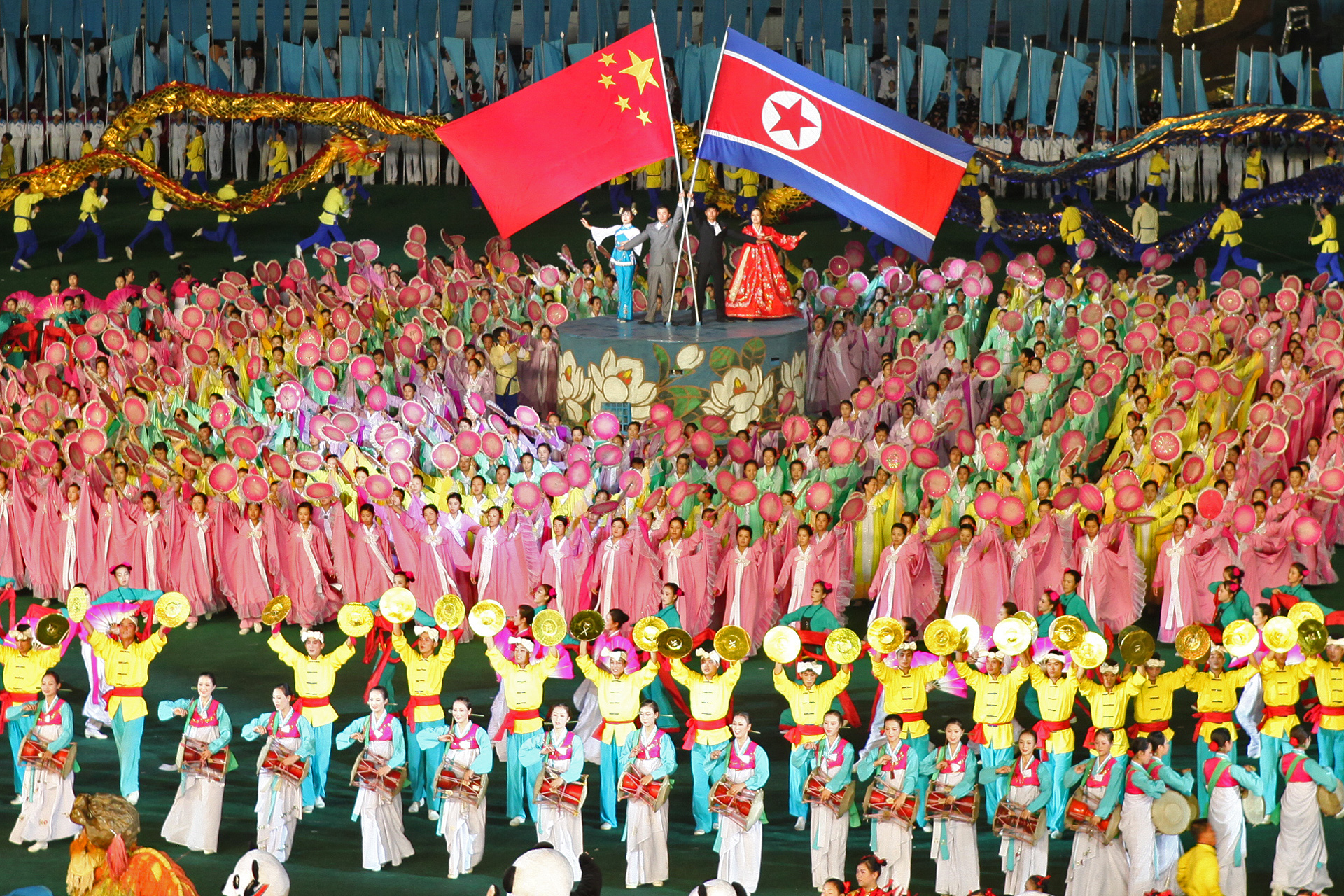
Festival Arirang.

Ayant soutenu la Corée du Nord lors de la guerre de Corée, la Chine est devenue la principale alliée de la Corée du Nord depuis la disparition de l'URSS, ainsi que son premier partenaire commercial et le premier investisseur étranger en RPDC. Les relations bilatérales se fondent sur le traité d'amitié, de coopération et d'assistance mutuelle entre la république populaire démocratique de Corée et la république populaire de Chine, signé en 1961.
Voulant s'affirmer comme une grande puissance consciente de ses responsabilités internationales, notamment pour la stabilité politique de l'Asie du Nord-Est, la Chine a toutefois initié des pourparlers multilatéraux en vue d'une dénucléarisation de la péninsule coréenne : la Corée du Nord renoncerait à ses armes nucléaires en contrepartie d'un accès au nucléaire civil et de garanties de non-agression par les États-Unis.
Ces négociations à six entamées en novembre 2006 sont interrompues dès 2008. En 2014, la Chine réitère cette position commune avec la Corée du Nord : renoncement au nucléaire militaire en échange de garanties américaines à long terme, c'est-à-dire un traité de paix et une reconnaissance complète. En 2017, alors que les tensions entre Pyongyang et Washington sous la présidence de Donald Trump s'accentuent, le régime de Pékin réaffirme sa médiation pacifique.

#### Contentieux latents avec le Japon
Les relations avec le Japon, qui a occupé la Corée de 1905 à 1945, restent tendues. Mais alors que la Corée du Nord demande des réparations au titre des dommages subis pendant l'occupation japonaise (marquées notamment par la prostitution forcée des femmes de réconfort coréennes pendant la Seconde Guerre mondiale), le Japon considère comme prioritaire la question de l'enlèvement de plusieurs de ses ressortissants par les services secrets nord-coréens dans les années 1970 et 1980. Par ailleurs, les tirs de missile nord-coréens, puis l'essai nucléaire nord-coréen du 9 octobre 2006, ont été perçus au Japon comme des menaces pour l'archipel nippon : le gouvernement japonais a adopté des sanctions contre la Corée du Nord.
Après la signature d'un accord sur les armes nucléaires en Corée du Nord à Pékin le 13 février 2007, le Japon et la Corée du Nord ont engagé des négociations bilatérales pour normaliser leurs relations diplomatiques mais le blocage des négociations et les annonces de nouveaux tirs de fusée font remonter la tension entre ces deux pays début 2009. En l'absence de relations diplomatiques officielles au niveau gouvernemental, la Ligue d'amitié parlementaire Japon-Corée du Nord traite de questions d'intérêt commun pour les deux pays, telles que la délimitation des zones de pêche.

#### Tensions avec les États-Unis

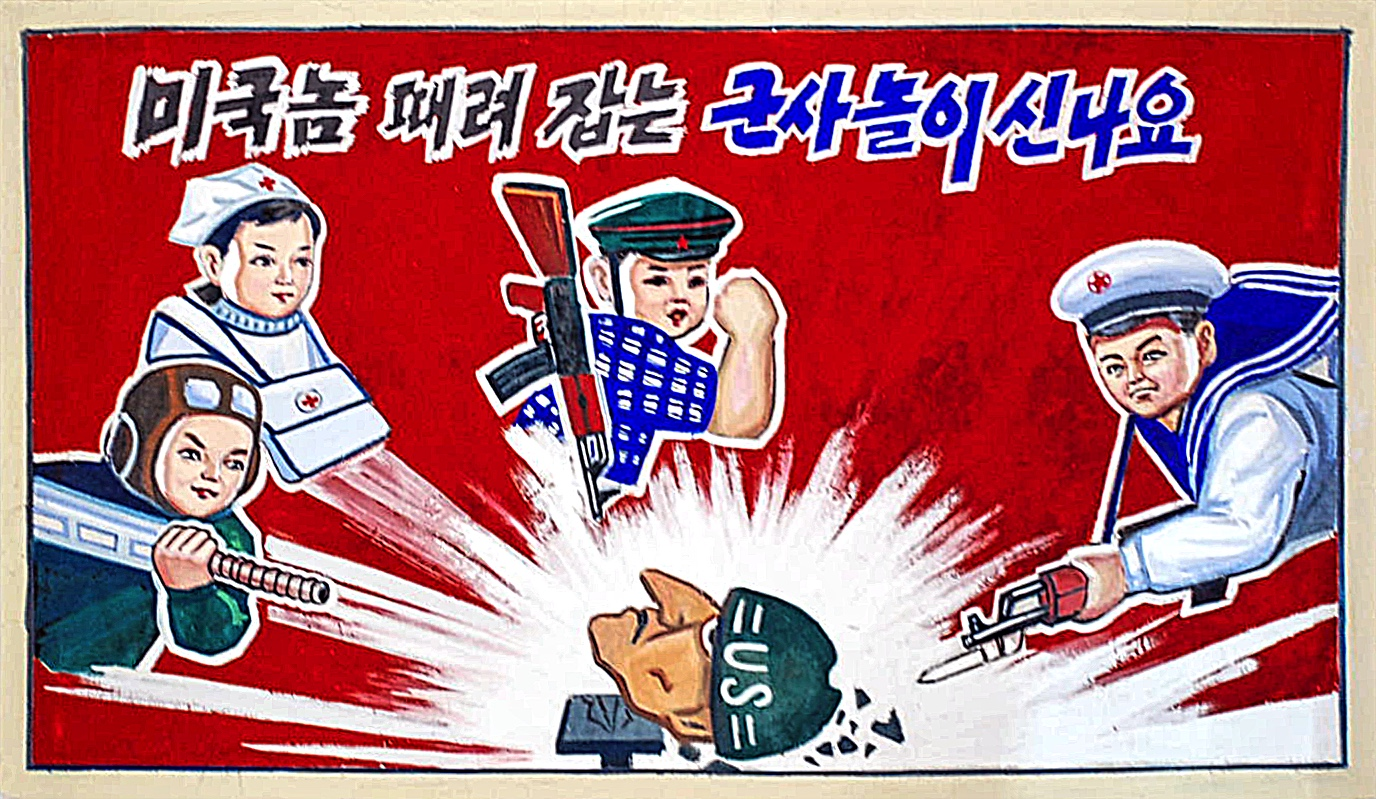
Affiche de propagande dans une école primaire à la ferme Chongsan-ri.

Depuis l'époque de la guerre de Corée, les relations de la Corée du Nord avec les États-Unis ont été marquées par une franche hostilité : l'antiaméricanisme est l'une des constantes de la propagande nord-coréenne. En 1994, les États-Unis, suspectant la Corée du Nord de chercher à fabriquer des armes nucléaires, se préparent à une guerre. Le secrétaire de la Défense, William J. Perry, annonce l'envoi de troupes en Corée du Sud, et se dit prêt à accepter les risques de guerre qui en découlent, préférant celui-ci à un risque nucléaire : « the policies and strategies we invoke today will have a certain risk of provoking North Korea. But he added, I'd rather face that risk than face the risk of even greater catastrophe two or three years from now ». Des plans sont dressés pour envoyer des avions F117 et des missiles de croisière sur un réacteur nucléaire à Yongbyon, afin d'empêcher les Coréens de pouvoir en extraire de quoi fabriquer des armes. Finalement la guerre est évitée à la suite de négociations où le gouvernement nord-coréen s'engage à ne pas fabriquer de telles armes, en échange d'un programme d'aide d'un milliard de dollars des États-Unis.

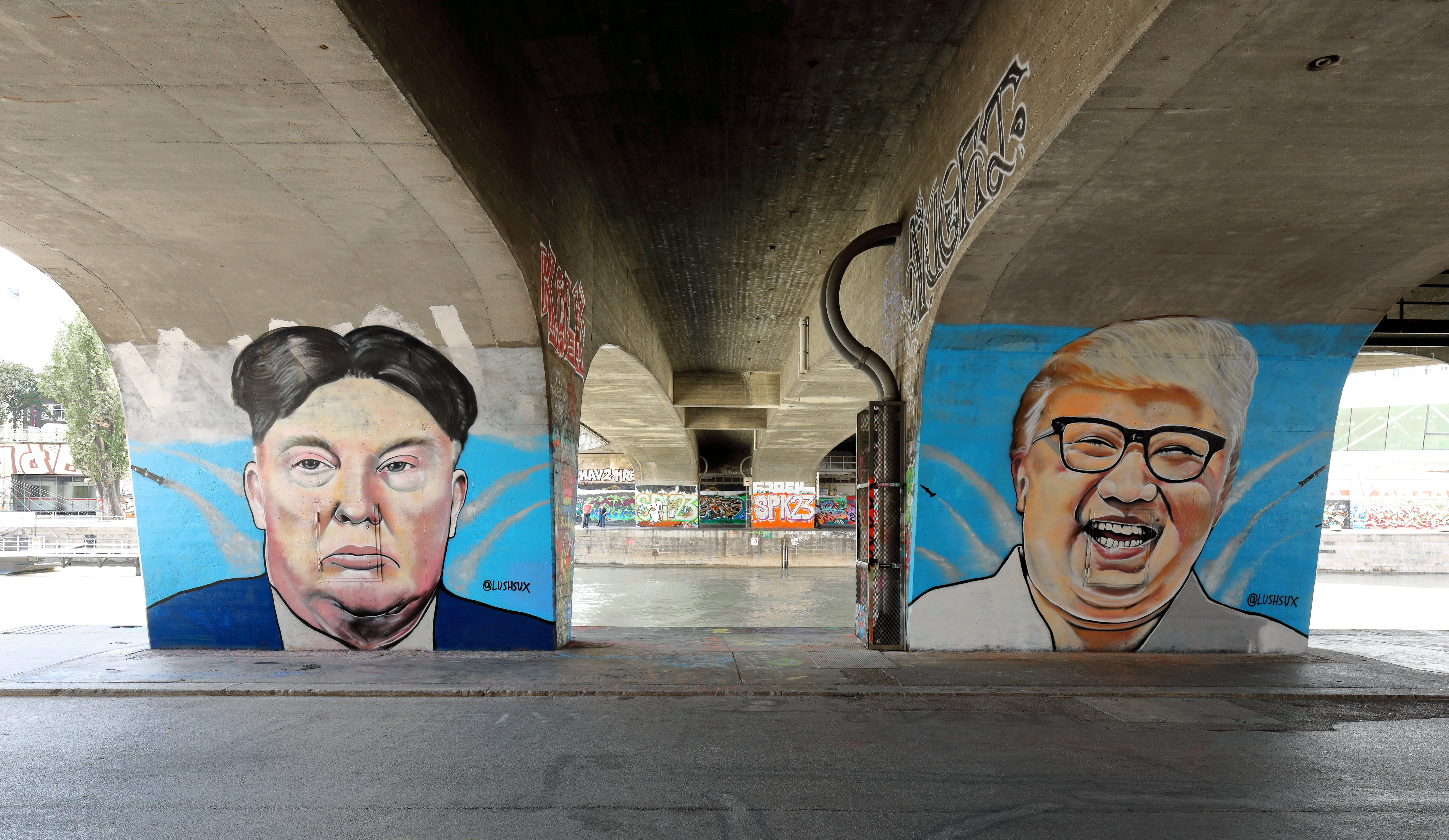
Peintures murales à Vienne illustrant la crise de 2017 entre Kim Jong-un et Donald Trump.

Vis-à-vis des États-Unis, dont 28 500 soldats sont stationnés en Corée du Sud en 2009, le processus de normalisation en cours sous la présidence de Bill Clinton a pris fin avec l'élection de George W. Bush, qui a inclus la Corée du Nord dans les pays de l'Axe du Mal en janvier 2002, tandis que le renforcement des sanctions financières contre la Corée du Nord a accru les effets de l'embargo américain.
Les relations bilatérales étaient en voie de normalisation après l'accord signé à Pékin le 13 février 2007 sur la fermeture de la centrale nucléaire nord-coréenne de Yongbyon. En juin 2007, la visite du secrétaire d'État adjoint américain chargé du dossier nord-coréen, Christopher Hill, a été la première à ce niveau depuis 2002, mais l'annonce de la réactivation des installations de cette centrale le 19 septembre 2008 et le tir du Kwangmyŏngsŏng 2 le 5 avril 2009 — alors que les États-Unis avaient retiré la Corée du Nord de la liste des États soutenant le terrorisme le 11 octobre 2008 — ont fait remonter les tensions. Celles-ci ont été encore ravivées par des affaires comme celle de l'étudiant américain Otto Warmbier, condamné à 15 ans de prison en Corée du Nord pour « actes hostiles » et mort en juin 2017 quelques jours après avoir été rapatrié.
En 2017, après l'élection de Donald Trump aux États-Unis et à la suite de l'intensification des essais nucléaires et balistiques nord-coréens, les relations entre les deux pays se tendent un peu plus. Les exercices conjoints aux frontières nord-coréennes, qui avaient lieu deux fois par an entre les armées américaine et sud-coréenne sont intensifiés. Le 12 juin 2018, à Singapour s'est tenu lieu un sommet historique entre le leader nord-coréen Kim Jong-un et le président américain Donald Trump afin d’engager la dénucléarisation de la Corée du Nord, ainsi que la levée des restrictions économiques contre cette dernière.
Le 30 juin 2019, Donald Trump devient le premier président américain en exercice à poser un pied en Corée du Nord. Il a été accueilli à la frontière entre la Corée du Nord et la Corée du Sud par son homologue Kim Jong-un.

#### Relations avec la Russie
En août 2018, Vladimir Poutine se dit prêt à rencontrer le leader nord-coréen Kim Jong-un dans l'idée de développer une coopération tripartite impliquant la Corée du Sud.

#### Programme nucléaire

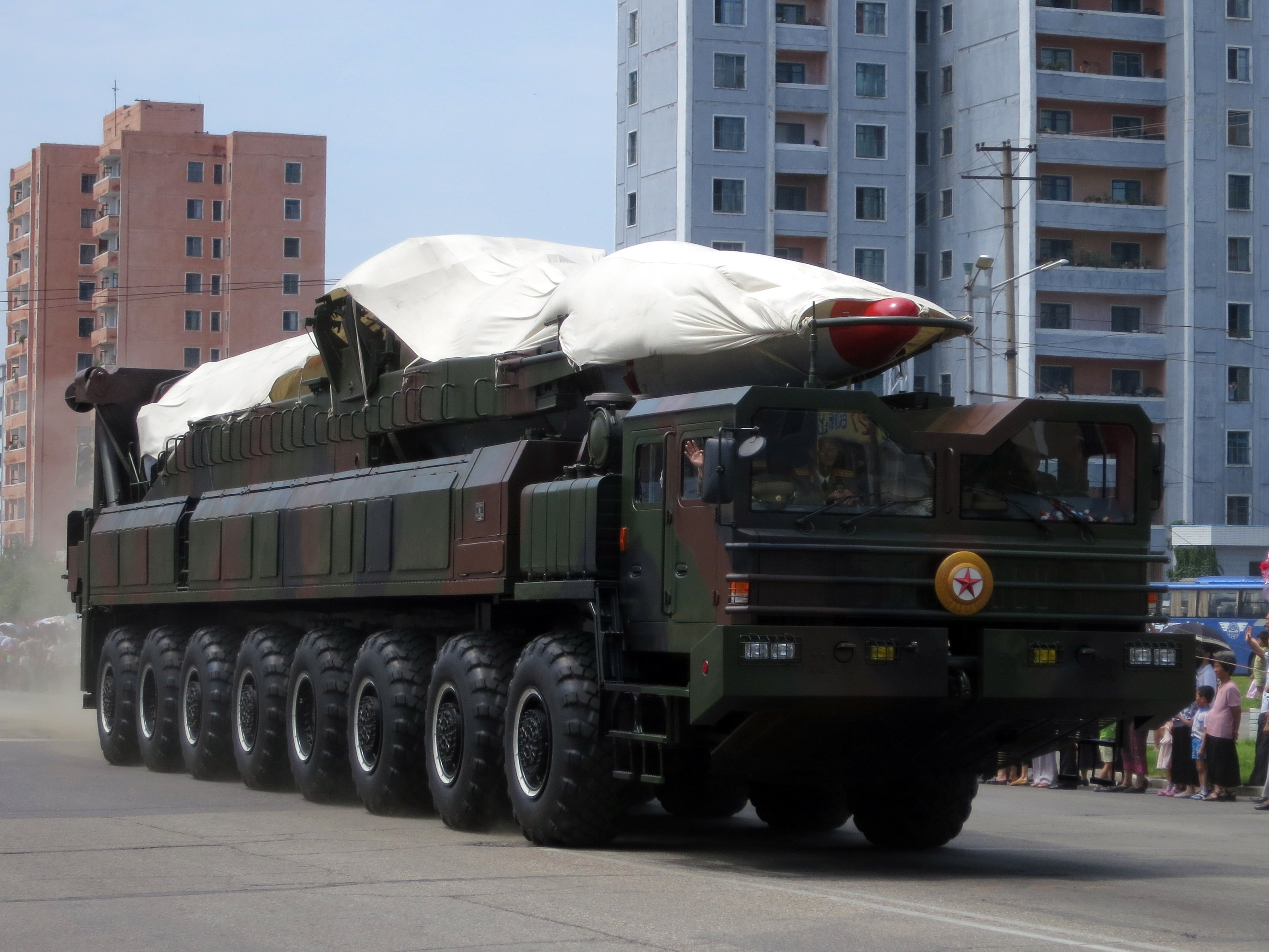
Pyongyang : journée de la victoire en 2013.

Dans un contexte de tensions avec les États-Unis qui l'accusaient de mener un programme clandestin d'enrichissement de l'uranium à des fins militaires, la Corée du Nord a présenté le développement de son programme nucléaire (à base de plutonium) comme une mesure de défense face à l'attitude qu'elle jugeait « agressive » des États-Unis : elle a procédé à son premier essai le 9 octobre 2006 après s'être retirée du Traité sur la non-prolifération des armes nucléaires (TNP) en 2003, devenant le neuvième État à posséder la puissance nucléaire militaire dans le monde.
Cet essai a été fortement critiqué par la communauté internationale, y compris par la Chine, proche de Pyongyang. Cette dernière a en représailles stoppé la fourniture de pétrole durant trois mois. Après l'accord conclu à Pékin le 13 février 2007 sur les armes nucléaires en Corée du Nord, Mohamed el-Baradei, directeur général de l'Agence internationale de l'énergie atomique (AIEA), a été invité à Pyongyang. À l'issue de sa visite, il déclare, le 14 mars 2007, que les discussions ont été « tout à fait utiles » et que les autorités nord-coréennes ont « réitéré leur engagement à la dénucléarisation de la péninsule coréenne ». Selon Mohamed ElBaradei, sa visite ouvre la voie à une normalisation des relations entre l'AIEA et la Corée du Nord. Après le déblocage par les États-Unis de fonds nord-coréens détenus par la Banco Delta Asia, basée à Macao, principal obstacle à la mise en œuvre de l'accord du 13 février 2007, le directeur général de l'AIEA déclare que les inspecteurs de l'Agence ont constaté la fermeture de la totalité des cinq installations du site de Yongbyon ; mais depuis septembre 2008, l'annonce d'un processus de réactivation de la centrale de Yongbyon et les essais balistiques créent de nouvelles tensions diplomatiques.
Deux ans et demi après son premier essai, la Corée du Nord annonce le 25 mai 2009 qu'elle a réalisé un second essai nucléaire souterrain,.
Le 7 mars 2013, à la suite de la non-annulation des manœuvres militaires communes de Séoul et Washington et à la réunion du Conseil de sécurité visant à geler les transactions servant à financer le programme nucléaire et balistique de Pyongyang, la Corée du Nord a confirmé le caractère irréversible de la fin des discussions en annonçant des frappes nucléaires préventives sur les bastions américains. Le régime nord-coréen ajoute également que « la guerre ne serait pas confinée à la péninsule coréenne », en menaçant notamment les îles du Pacifique et même le territoire américain,.

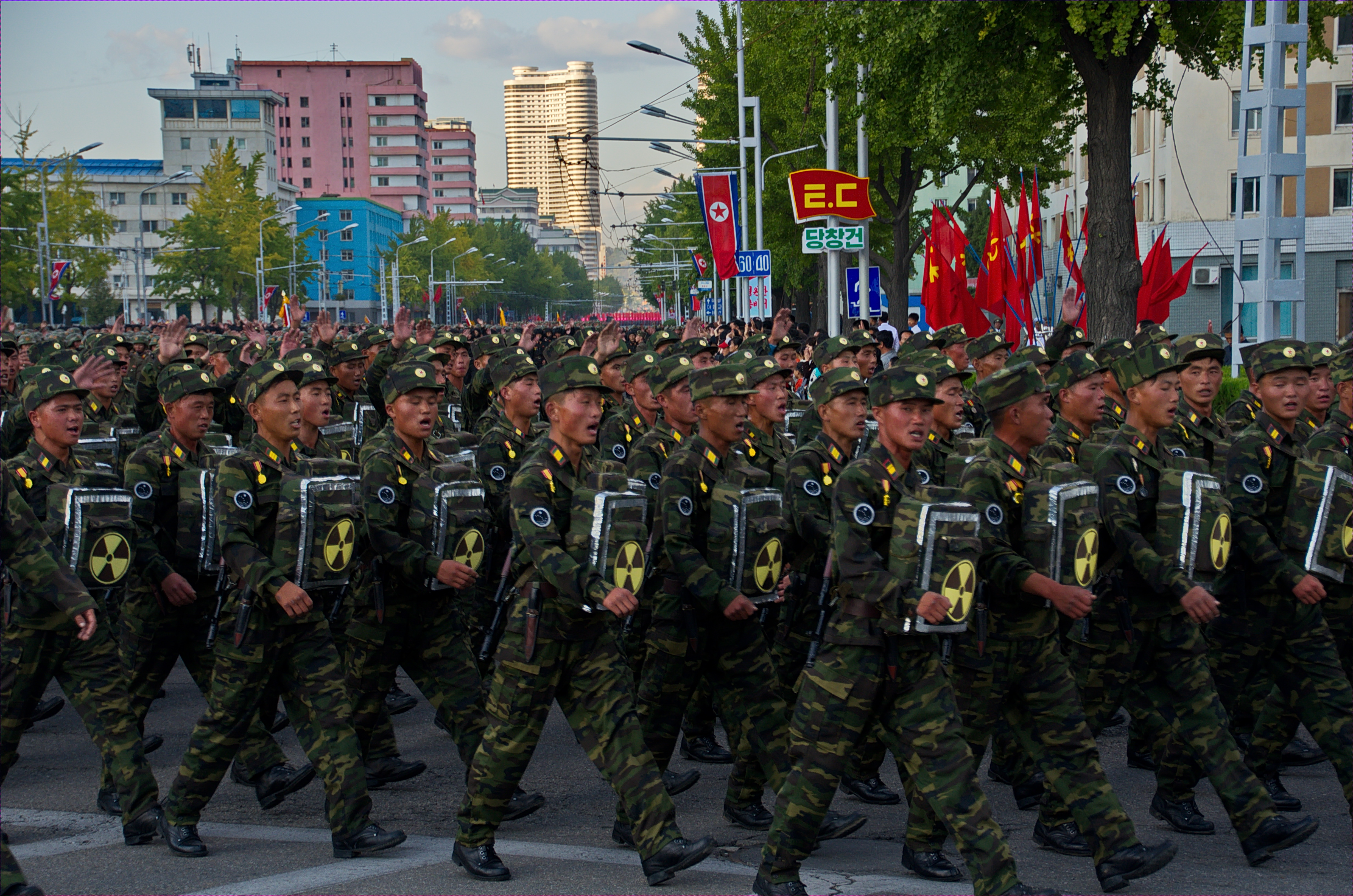
Pyongyang en 2015.

La Corée du Nord a procédé le 6 janvier 2016 à son quatrième essai nucléaire et au tir d'une fusée, en violation de plusieurs résolutions de l’ONU. Quelques jours après la décision du Conseil de sécurité des Nations unies d’imposer une nouvelle série de lourdes sanctions à la Corée du Nord, le régime menace à nouveau la Corée du Sud et les États-Unis de procéder à des « attaques nucléaires préventives à l’aveugle, au nom de la justice » si ces pays maintenaient leurs manœuvres militaires communes prévues (Déclaration de l’agence officielle nord-coréenne KCNA du 7 mars 2016).
Le 18 mars 2016, la Corée du Nord tire deux missiles balistiques de moyenne portée après avoir annoncé un test imminent sur une ogive nucléaire.

#### Relations avec les ONG
Les relations de la Corée du Nord avec les organisations internationales et les ONG sont également tendues, car, officiellement « pour des raisons de sécurité », elle limite sévèrement l'accès à son territoire comme au Programme alimentaire mondial (PAM). En 2007, seulement six ONG internationales dont deux françaises (Première Urgence Internationale et Triangle Génération humanitaire) étaient effectivement présentes en Corée du Nord sous couvert de l'Union européenne.
Le travail des ONG humanitaires est également entravé par les sanctions internationales renforcées en 2017 et les pressions américaines. En 2018, Save the Children, l’une des dernières ONG encore présentes dans le pays de façon permanente, a dû partir, ne pouvant plus délivrer d'aide humanitaire à cause des sanctions.

#### Trafic de drogues
Dans les années 1990, la Corée du Nord est soupçonnée entre autres par la Russie et le Japon d’exporter des drogues produites sur son territoire. Durant cette décennie, seize affaires concernent des diplomates nord-coréens, qui sont aussi impliqués dans des trafics d’espèces protégées, de fausses antiquités, de CD piratés, de cigarettes de contrebande et de fausse monnaie. Pour leur gouvernement, il s’agit de corruption et non d'une politique délibérée. La CIA estime que la production d'opium dans le pays variait alors entre 30 et 44 tonnes. Le gouvernement nord-coréen ne nie pas cultiver de l'opium, mais affirme l'utiliser pour un usage pharmaceutique. Depuis 2000, il aurait pris des mesures afin de mieux surveiller ses diplomates.

#### Accords sur le climat
Le 1er août 2016, la Corée du Nord ratifie les accords de Paris sur le climat signés lors de la COP 21.

### Forces armées et force nucléaire

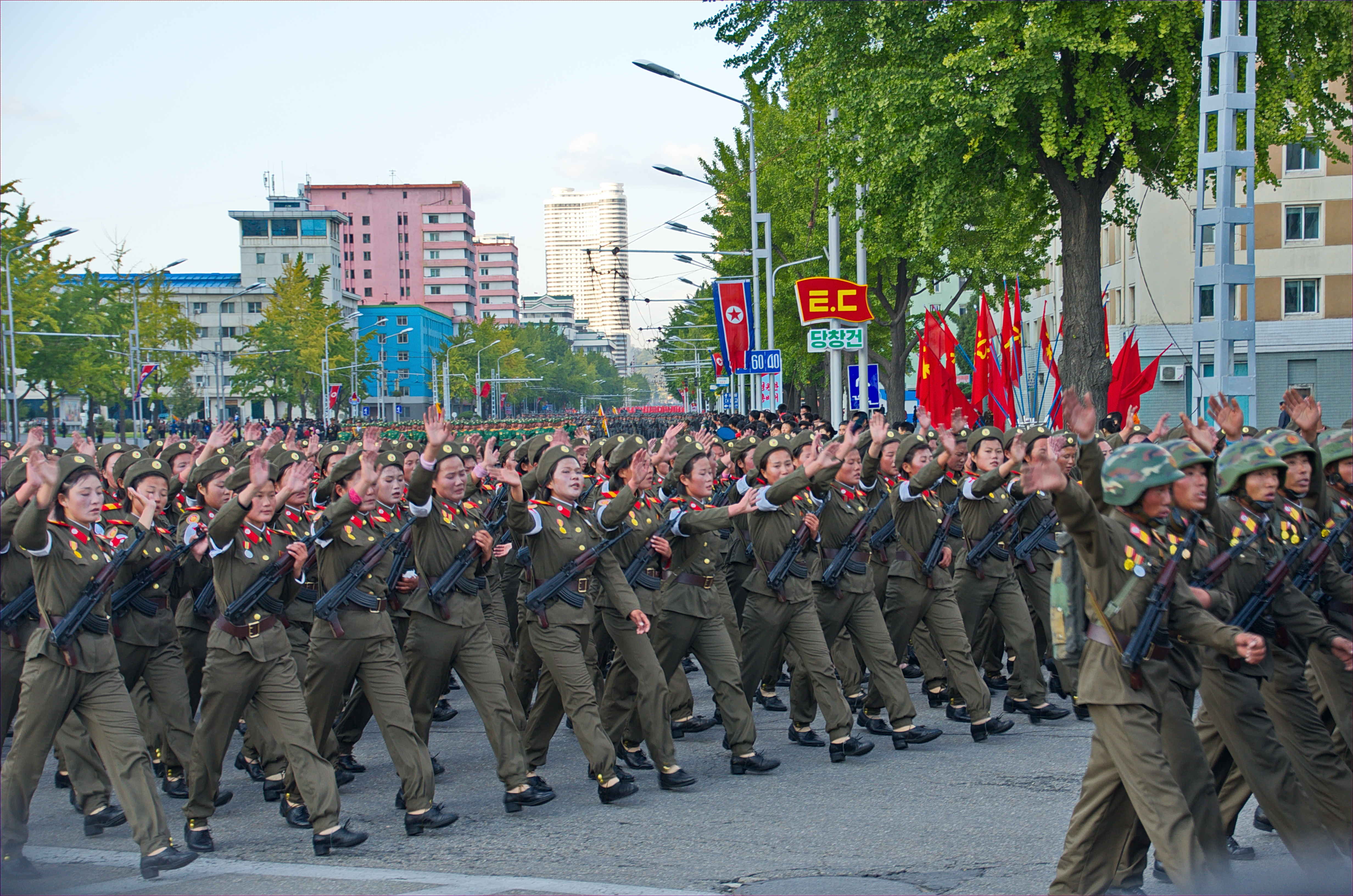
Pyongyang célèbre par une imposante parade militaire le de la fondation du Parti du travail.

Créée le 8 février 1948, l'Armée populaire de Corée est en 2006 la quatrième plus importante armée du monde en effectifs (1 106 000 en service actif et 4 700 000 de réserve) et la première en nombre de militaires pour 1 000 habitants (49,03). Depuis la guerre de Corée, elle est toujours mobilisée sur la frontière intercoréenne où des accrochages meurtriers ont lieu de temps en temps. Des pilotes nord-coréens ont participé à la guerre du Kippour dans les rangs des forces arabes.
Une part importante du budget de l'État (à hauteur de 5,217 milliards de dollars en 2002 selon la CIA) est consacrée à l'entretien et au développement de l'armée. Or, bien qu'ils aient signé en 1985 le Traité de non-prolifération nucléaire, d'après l'Institut de Brooking en 1986, les États-Unis ont installé un millier d'armes nucléaires en Corée du Sud en direction du Nord. En 1993, la CIA et le Pentagone ont accusé la Corée du Nord d'engager un programme nucléaire clandestin. Or, entre mai 1992 et janvier 1993, la Corée du Nord avait autorisé six inspections sur le terrain de l'Agence internationale de l'énergie atomique. Dans une interview à CNN le 14 avril 1994, Kim Il-Sung déclarait : « Ce que le monde nous demande aujourd'hui de montrer des armements nucléaires que nous n'avons pas. […] Nous avons beaucoup construit dans notre pays et nous ne voulons pas détruire cela. Ceux qui veulent la guerre sont insensés ». Dans une autre interview accordée à la Fondation Carnegie pour la paix internationale, Kim ajoutait : « Quel serait pour nous l'intérêt de produire une ou deux armes nucléaires lorsque vous avez plus de dix mille systèmes de frappes que nous n'avons pas ? ».
Après l'essai nucléaire nord-coréen du 9 octobre 2006, la république populaire démocratique de Corée est devenue le neuvième État à détenir l'arme nucléaire. La Corée du Nord reste encore aujourd'hui une société très militarisée. Le 30 mars 2013, elle se déclare en état de guerre avec la Corée du Sud, suite à des manœuvres américaines dans ce pays.

## Gouvernement

### Pouvoir exécutif
Le centre du pouvoir exécutif nord-coréen est la Commission des affaires de l'État. Le dirigeant, aujourd'hui Kim Jong-un, est élu par l'Assemblée populaire suprême, mais en 1991 l'Assemblée populaire suprême codifie les règles de succession au pouvoir et déclare que le successeur est le fils du dirigeant. Le dirigeant suprême de l'état est également chef de l'Armée populaire de Corée et du Parti du travail de Corée,. La Corée du Nord possède aussi un Premier ministre qui est le chef du gouvernement et responsable devant l'Assemblée. L'actuel premier ministre nord-coréen est Kim Tok-hun depuis 2020.

### Pouvoir législatif

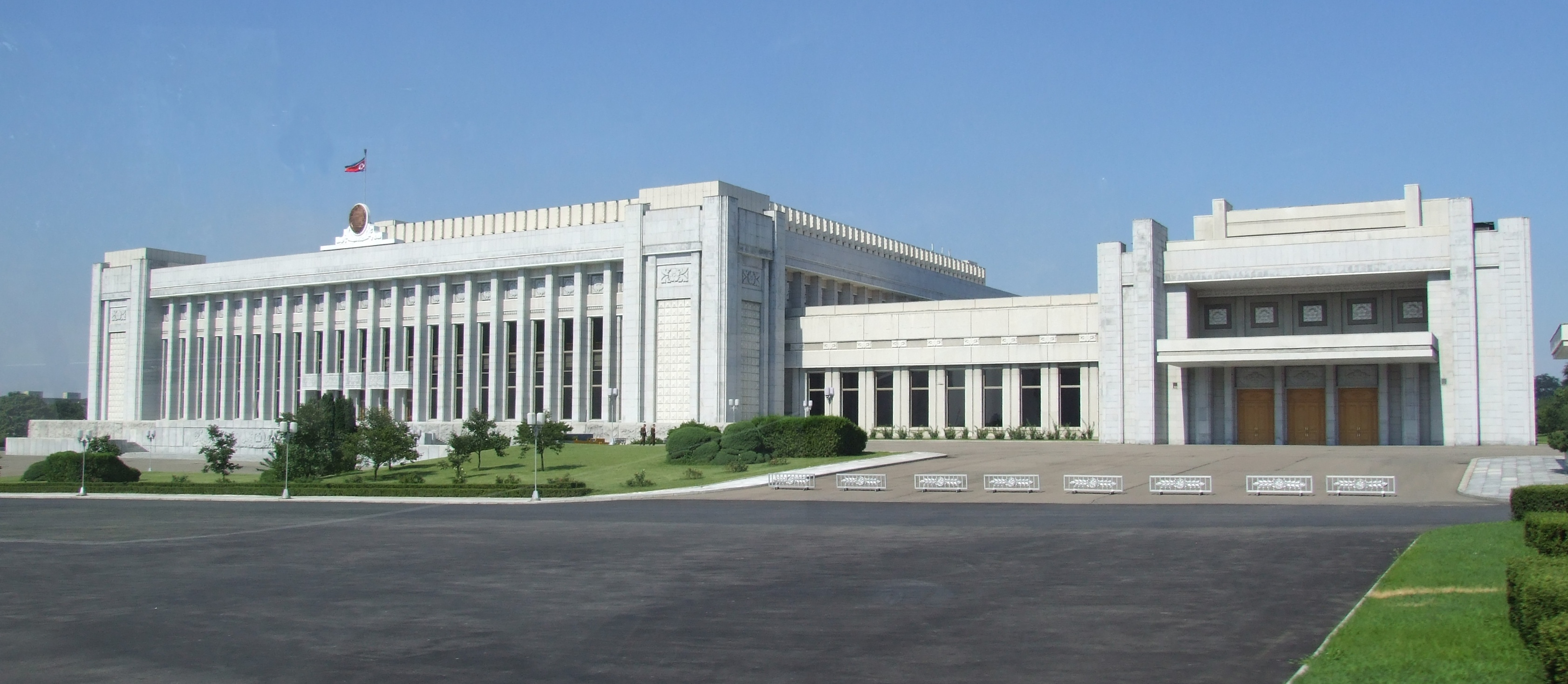
L'Assemblée Mansudae à Pyongyang, le Parlement de la Corée du Nord.

Le pouvoir législatif nord-coréen est constitué de l'Assemblée populaire suprême, présentée par la constitution comme « l'organe suprême du pouvoir de la république populaire démocratique de Corée ». Elle est formée de 687 députés élus pour 5 ans : les candidats aux élections législatives sont choisis par le parti au pouvoir,.

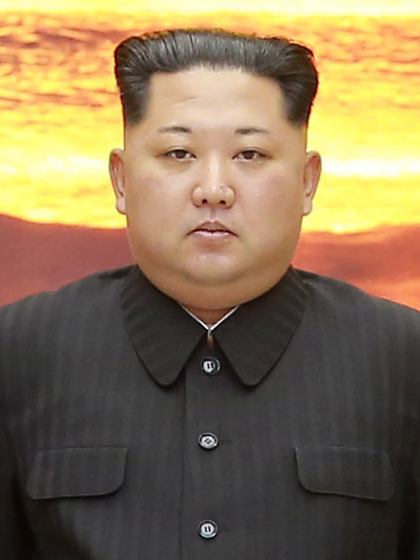
Kim Jong-un, actuel chef suprême de la république populaire démocratique de Corée.

## Économie

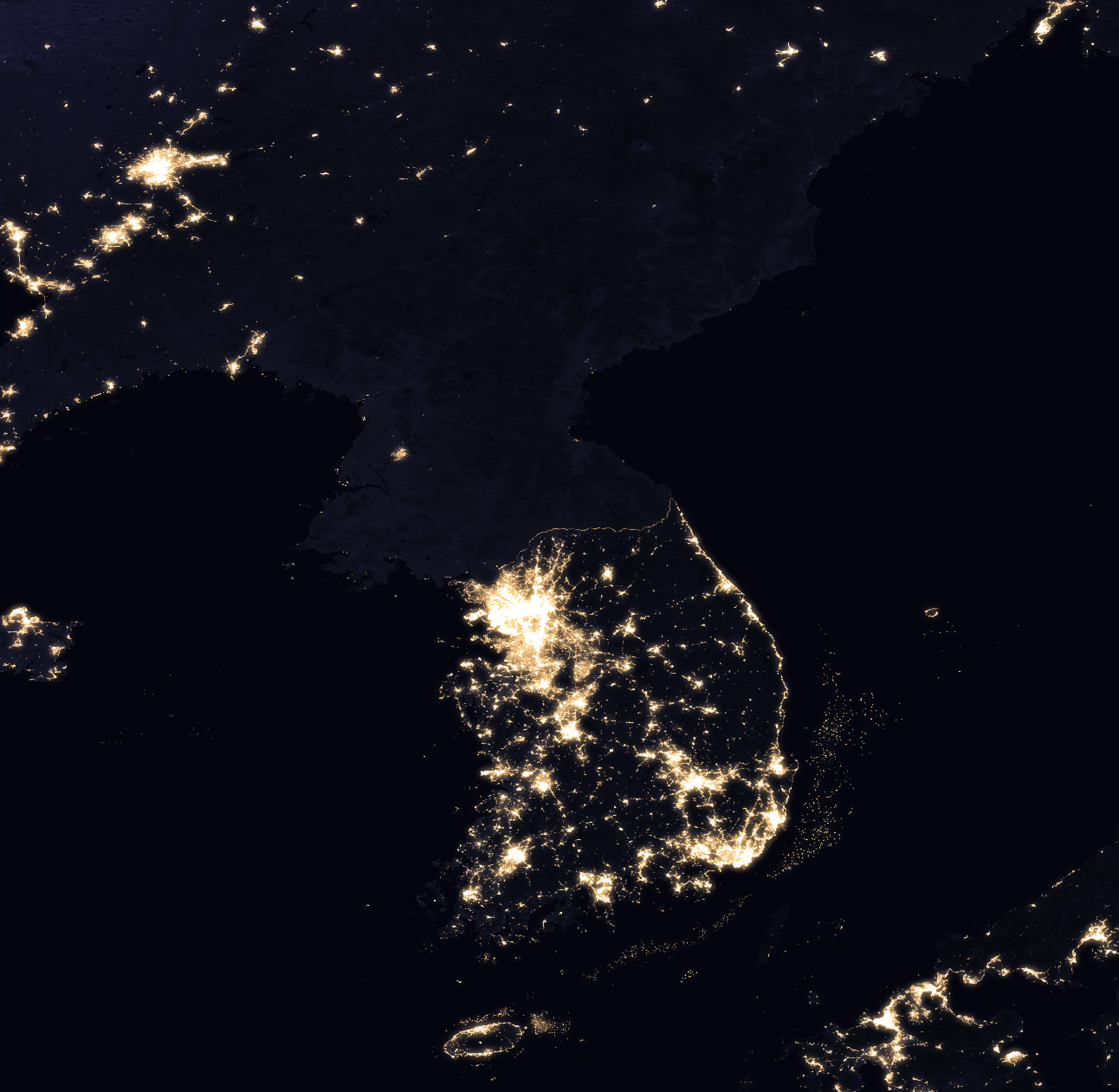
Confrontée à des pénuries d'énergie depuis les années 1990, la Corée du Nord consacre 85 % de l'électricité produite à l'industrie, comme le montre cette photo satellite de la péninsule coréenne prise de nuit en 2016.

La Corée du Nord a une économie planifiée. Suivant l'idéologie de juche, la Corée du Nord a cherché pendant longtemps l'autosuffisance et a de ce fait eu une politique économique d'autarcie. Bien que les échanges avec l'extérieur aient été réduits, elle a reçu une importante aide chinoise et soviétique après la guerre de Corée (1950-1953), achetant à des tarifs préférentiels des matières premières non présentes sur son sol (comme le pétrole). Depuis 2002, certaines réformes économiques ont été mises en place, comparables aux mesures de libéralisation de la Chine dans les années 1990. Les réformes sont toutefois présentées comme temporaires et certaines n'ont pas été maintenues. Depuis octobre 2005, le riz n'est plus vendu sur les marchés privés et relève à nouveau du seul système public de distribution. Cette mesure a été justifiée par l'augmentation de la production de céréales, alors que le développement des marchés privés avait augmenté les inégalités dans l'accès au riz, base de l'alimentation coréenne. La libéralisation partielle de l'économie permet la création de marchés où les citoyens peuvent marchander divers produits. Une nouvelle classe capitaliste se forme ; ces personnes fortunées — relativement au reste de la population nommé Donju — ont un pouvoir grandissant sur l'économie. 

### Données globales
En l'absence de statistiques officielles, les données chiffrées sur l'économie nord-coréenne proviennent des institutions internationales et sud-coréennes, ainsi que des chercheurs occidentaux et sud-coréens. Elles sont établies notamment à partir des observations recueillies par les étrangers et les Sud-Coréens présents en Corée du Nord. De ce fait, les estimations sont incomplètes.
Après la guerre de Corée, la croissance économique a été aussi rapide, voire plus, qu'en Corée du Sud : elle atteint 10 % par an en moyenne entre 1960 et 1970 et dépasse 17 % entre 1971 et 1975. Le ralentissement économique à partir de 1976 coïncide toutefois avec un dépassement, pour la première fois, de la Corée du Nord par la Corée du Sud en termes de produit national brut (PNB) par habitant. Après la disparition de l'URSS et des démocraties populaires d'Europe de l'Est, la croissance économique a été nettement négative jusqu'en 1998 selon le ministère sud-coréen de la réunification. D'après la même source, le taux de croissance annuel moyen dépasse 3 % depuis 1999, mais la Corée du Nord n'a pas encore retrouvé le niveau d'autosuffisance alimentaire. Selon le ministère de la réunification sud-coréen, le PNB de la Corée du Nord est passé de 15,7 milliards de dollars en 2001 à 20,8 milliards de dollars en 2004, soit un PNB moyen par an et par habitant de 914 $ en 2004. Selon d'autres sources, il s'élèverait en parité de pouvoir d'achat à environ 40 milliards de dollars en 2005, soit 1 800 $ dollars par an et par habitant.
En 2005, les principaux destinataires des exportations nord-coréennes étaient la Chine (35 %), la Corée du Sud (24 %), la Thaïlande (9 %) et le Japon (9 %). À la même date, les principaux fournisseurs de la Corée du Nord étaient la Chine (42 %), la Corée du Sud (28 %), la Russie (9 %) et la Thaïlande (8 %). La dette extérieure est estimée en 2013 à 5 milliards de dollars. En 2007, plusieurs associations estiment à 15 000 le nombre d'ouvriers (en majorité féminins) travaillant à l'étranger et reversant une partie de leur salaire à l'État.

### Niveau de développement
Le niveau de production d'électricité est un indicateur de l'industrialisation du pays. Il est en 2004 évalué à 21,71 milliards de kWh (939 kWh par habitant).
Voici quelques indicateurs de développement pour situer les conditions de vie des Nord-Coréens :
- le nombre de lignes téléphoniques est de 930 000 en 2003 (0,04 par habitant), légèrement supérieur à celui du Yémen (0,03 par habitant) ;
- le taux de mortalité infantile est estimé à 27,11 pour 1000 en 2011, 76e le plus élevé (sur un total de 222 pays)[55] ;
- le taux d'alphabétisation est selon diverses sources de 99 %[179],[180],[181],[182],[183].

### Santé
Selon les estimations de l'Organisation mondiale de la santé et de l'ONUSIDA, aucun des 2 900 cas recensés de Sida n'a reçu de traitement en 2007. Le 9 décembre 2009, la Corée du Nord présente pour la première fois un foyer du virus A (H1N1). Le ministère de la Santé nord-coréen fait état de 9 cas à Pyongyang et à Sinŭiju.
Malgré les affirmations du gouvernement nord-coréen de l'existence d'un système gratuit et performant, selon d'autres rapports comme celui d'Amnesty International de 2010, le système de santé national serait en ruines et aurait un besoin d'aide urgent.
En 2016, des prix Nobel de médecine et d’économie s’alarment des sanctions internationales dirigées contre le système de santé nord-coréen qui auraient un impact majeur. L’embargo empêche en effet l’importation de médicaments.
La tuberculose et le paludisme en particulier posent de graves problèmes à la population : l'Organisation mondiale de la santé estime que 5 000 Nord-Coréens sont morts de la tuberculose en 2014 et que 5 000 personnes ont contracté le paludisme en 2016. De plus, selon la fondation Eugene-Bell, 7 500 Nord-Coréens souffrent de tuberculose multi résistante. En 2018, le Fonds mondial de lutte contre le sida, la tuberculose et le paludisme cesse son financement du traitement de la tuberculose en Corée du Nord (l'aide humanitaire étant pourtant exclue des sanctions).

### Situation alimentaire
La Corée du Nord avait atteint et dépassé le niveau d'autosuffisance alimentaire au début des années 1990, alors même que la majeure partie des terres arables étaient situées au sud lors de la division de la Corée.
Toutefois, la situation s'est gravement détériorée à partir des années 1990, sous l'effet conjugué de différents facteurs :
- la diminution des échanges avec la Russie et la Chine, et en particulier la fin des livraisons de pétrole soviétique à des conditions préférentielles ;
- une série de catastrophes climatiques (sécheresses, inondations) : la sécheresse du printemps 2001, la plus forte des 80 dernières années, a été suivie de l'hiver le plus froid depuis 50 ans et les inondations de 2007 ont détruit plus de 11 % des récoltes du pays ;
- une sur-utilisation des engrais et des pesticides ayant épuisé les sols ;
- la déforestation, ayant entraîné le lessivage des sols lors des inondations[192] ;
- des méthodes de culture archaïques[193].

Selon certaines ONG, comme Médecins sans frontières, le fonctionnement même du système économique (centralisé et qui inciterait les responsables de provinces à truquer à la hausse les résultats) aurait été un des facteurs de la famine entre 1995 et 1999, ayant causé de un à deux millions de morts, et ayant conduit le pays à faire pour la première fois appel à l'aide internationale. Cette explication sur l'incidence du mode d'organisation économique n'est pas retenue par une autre analyse qui relève que le système économique centralisé a, au contraire, permis de mobiliser les ressources du pays sur l'objectif prioritaire de retour à l'autosuffisance alimentaire, en l'orientant de l'industrie vers l'agriculture. Toutefois, des cas de cannibalisme sont régulièrement rapportés,.
En 2005, le Programme alimentaire mondial (PAM) estimait que la moitié de la population était sous-alimentée et que plus du tiers des habitants souffraient de malnutrition chronique. Toujours selon le PAM, le taux de malnutrition aigüe, qui s'établit à 16 % à la fin des années 1990, est estimé en 2005 à 7 %. Près de 40 % des enfants présentaient des retards de croissance biologique. Environ 70 % de la population n'aurait accès qu'au système public de distribution. La quantité des rations avait diminué de « 319 grammes par jour et par personne en 2003 – ce qui était déjà insuffisant – à 250 grammes en mars 2005 ». En 2007, l'ONU évalue à environ un cinquième de ses besoins le déficit alimentaire de la Corée du Nord et, parmi les aides étrangères, la Corée du Sud doit livrer 400 000 tonnes de riz en six mois. La situation pourrait être aggravée par les inondations d'août 2007 qui ont entraîné d'« énormes dégâts humains et matériels » selon l'agence officielle nord-coréenne KCNA : plusieurs centaines de personnes seraient mortes ou disparues et des dizaines de milliers de familles seraient sans abri, les dégâts étant également très importants pour les réseaux de communication et de transport. En 2008, l'administration américaine fournit à la Corée du Nord 500 000 tonnes de denrées alimentaires. Le Programme alimentaire mondial de l'ONU en distribue près de 400 000 tonnes, et les ONG américaines près de 100 000 tonnes. En 2010, un nouveau rapport d'Amnesty International affirme, sur la base de témoignages individuels, que des milliers de Nord-Coréens sont contraints de manger de l'herbe et des écorces d'arbre pour survivre. Début 2011, la Corée du Nord lance un nouvel appel à l'aide alimentaire internationale. En 2012, des transfuges rapportent des cas d'anthropophagie en Corée du Nord.

### Transports

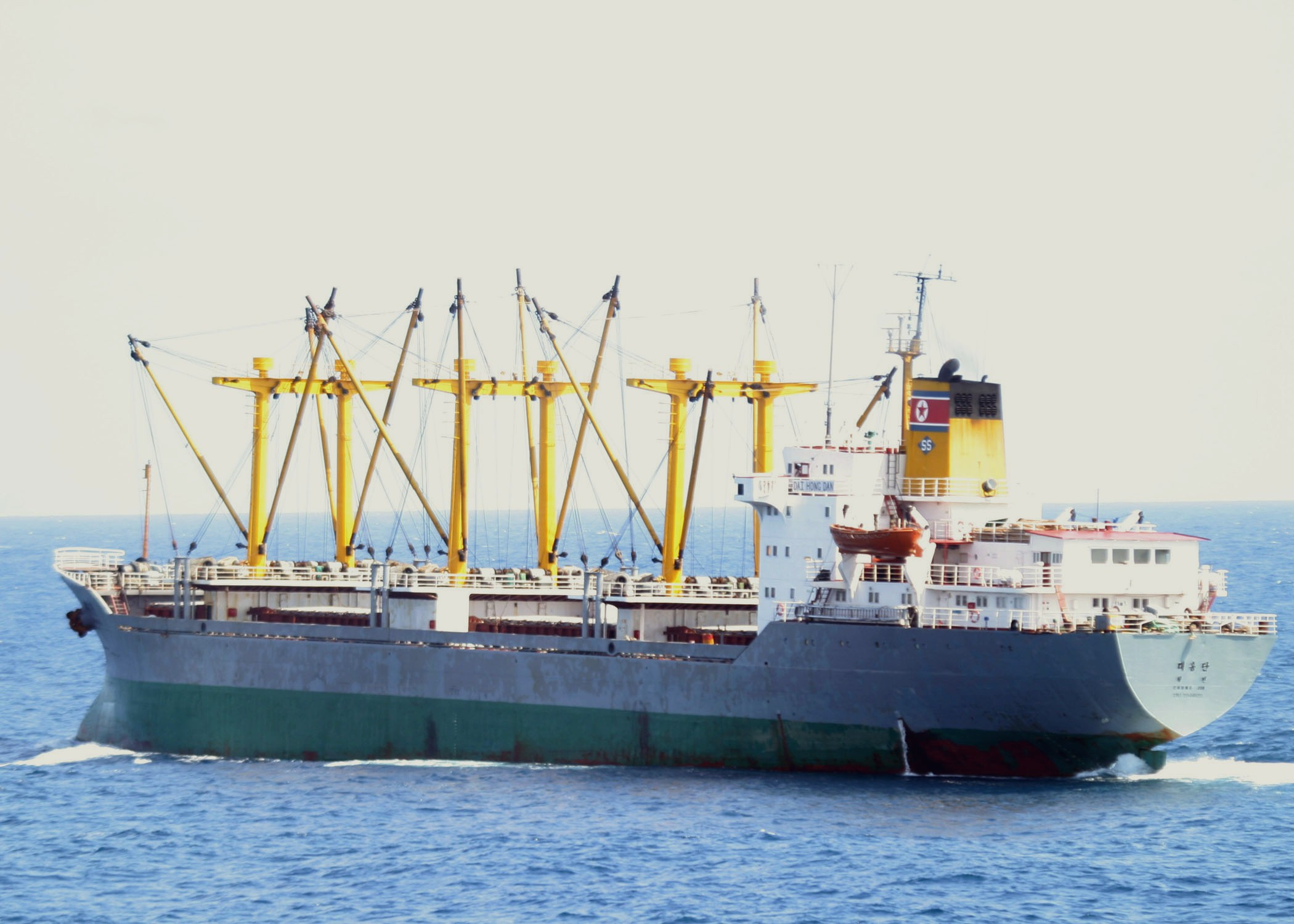
Cargo nord-coréen au large des côtes somaliennes.

En raison de la pénurie de pétrole qui limite la circulation automobile et le transport routier, ceux-ci ne représentent que 12 % du transport de fret. En 1999 on estime qu'il existe 31 200 kilomètres de routes, dont seulement 1 997 kilomètres sont pavés (6,4 %). Le nombre de véhicules est estimé à 264 000 en 1990, principalement utilisés par l'armée. Des agents de circulation sont présents dans la capitale à certains carrefours, organisant une circulation automobile quasi inexistante. Le chemin de fer compte 5 214 km de voies en 2005, dont la majeure partie (3 500 km) est électrifiée. Il représente le principal mode de transport en acheminant 86 % du fret et 80 % des personnes circulant dans le pays. Le réseau ferroviaire est relié à l'étranger avec la Chine et le transsibérien. D'après certains analystes, la connexion de ce réseau avec celui de la Corée du Sud pourrait entraîner de grands changements géopolitiques.
Il existe 77 aéroports en 2006, dont un seul aéroport international, celui de Pyongyang, ayant pour destination principale Pékin. Si l'on exclut l'utilisation militaire, ce mode de transport reste marginal. Il existe une compagnie nationale, Air Koryo, interdite de vol dans l'Union européenne. Le transport fluvial a un rôle limité dans la mesure où seuls deux fleuves sont praticables par des bateaux importants, le Yalu et le Taedong. Il représente 2 % du transport de marchandises.

### Tourisme
La Corée du Nord est membre de l'Organisation mondiale du tourisme depuis 1987. Très encadré par l'État, le tourisme en Corée du Nord ne se fait que via la Direction nationale du tourisme. Il est impossible de visiter le pays individuellement. Le tourisme s'y fait en groupes guidés par des membres du parti. En 1999, on compte 60 hôtels pour un total de 7 500 lits exclusivement réservés aux touristes. En 1998, dernière année où des chiffres sont disponibles, 130 000 personnes avaient visité le pays. Au niveau national, les objets et les bâtiments possédant une valeur historique et artistique exceptionnelle ont été regroupés dans la liste des trésors nationaux. Le site touristique le plus mis en avant par le gouvernement est celui des monts Kumgang, au nord-est de la frontière sud-coréenne. La principale compagnie aérienne desservant Pyongyang est la compagnie nationale nord-coréenne Air Koryo. Des lignes régulières relient Pyongyang à Pékin, Shenyang et Macao en Chine, Vladivostok et Khabarovsk en Russie, ainsi que Bangkok en Thaïlande. Beaucoup[Combien ?] de touristes visitent le pays en entrant par train de Dandong, en Chine.

## Programme spatial

### Satellites

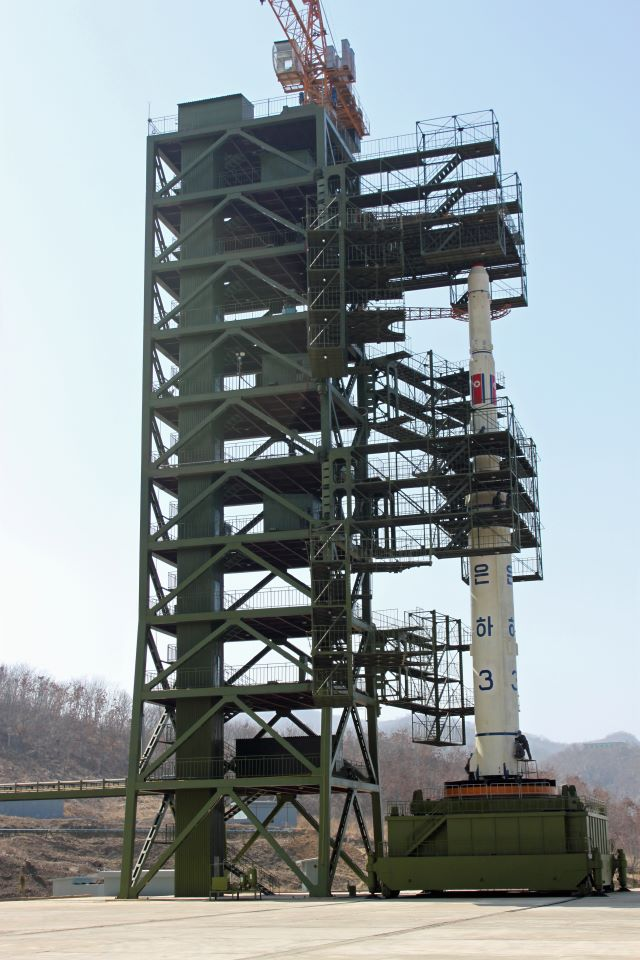

La Corée du Nord possède son propre programme spatial national. Le Comité coréen de la technologie spatiale est l'agence gouvernementale qui en a la charge.
Jusqu'à maintenant, le pays a réussi la mise en orbite de quatre satellites (Kwangmyŏngsŏng) entre 1998 et 2016.
Enfin, en 2016, la Corée du Nord a affiché l'ambition d'atteindre la Lune d'ici 2026.

### Missiles balistiques
Les lanceurs de satellite de la Corée du Nord sont constitués, comme ce fut le cas de la France avec Diamant, à partir d’étages développés pour les missiles balistiques lançant dans l’espace leurs armes nucléaires.
Débutant par le « No-Dong », une version à peine supérieure aux Scuds de première génération, la Corée du Nord dispose aujourd’hui du « Hwasong-15 » de portée stratégiquement significative.
Le champ de tir utilisable par la Corée du Nord ne lui permet que des portées réduites si elle en reste aux règles de sécurité suivies par l'occident.

## Culture
Comme en Corée du Sud, la société est marquée par l'héritage du confucianisme (lequel implique le respect des parents, des aînés et des professeurs), mais aussi par une culture socialiste. Chaleureux et accueillants, les Coréens sont socialement conservateurs dans le domaine des mœurs. À la différence des pays capitalistes, les différents statuts sociaux de la société nord-coréenne fortement hiérarchisée s'expriment moins dans les différences de salaires que dans l'attribution par l'État des biens de base (logement, nourriture, vêtements, biens de consommation). La libéralisation des prix et des salaires depuis 2002 tend toutefois à remettre en cause l'organisation sociale traditionnelle.
La mise en place d'un régime de démocratie populaire après 1945 a renversé les rapports sociaux, plaçant l'ancienne aristocratie yangban et les collaborateurs japonais en bas de l'échelle sociale, tandis que les ouvriers et les anciens résistants étaient promus. Dans un contexte où les liens familiaux et professionnels constituent des réseaux de sociabilité essentiels, la division de la Corée a été douloureusement ressentie comme une sanction imposée à un pays qui ne faisait pas partie des États vaincus, à la différence de l'Allemagne. La guerre de Corée a aussi affecté de nombreuses familles coréennes. La réunification de la Corée constitue un objectif majeur pour tous les Coréens qui forment un peuple très homogène.

### Activités culturelles

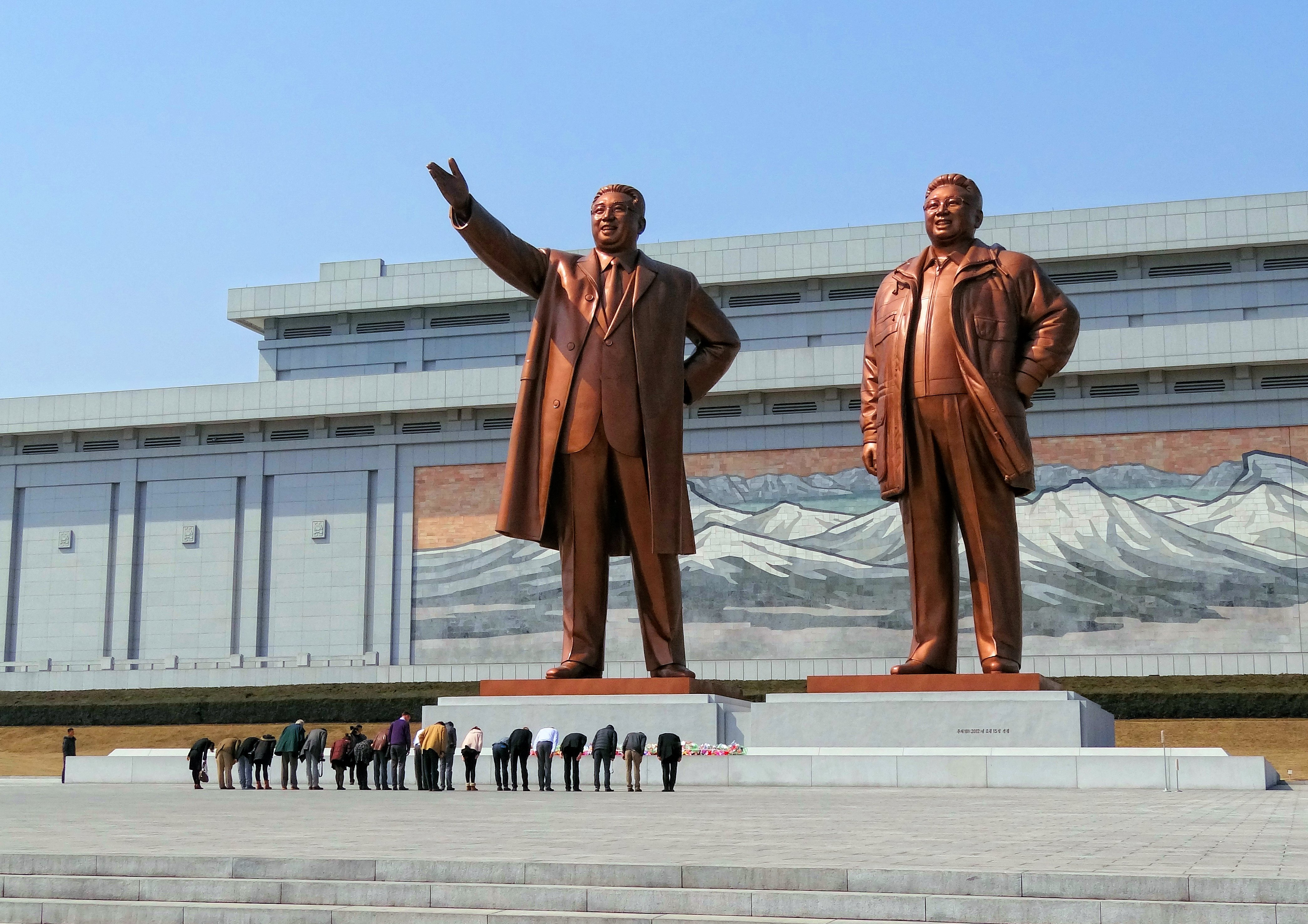
Statues de Kim Il-sung et Kim Jong-il, en 2014.

Toutes les activités culturelles sont sous le contrôle de l'État. Nombre de livres, poèmes, chansons ou encore films sont empreints d'un très fort nationalisme, d'une vision vantant la supériorité du « socialisme nord-coréen sur la « corruption bourgeoise et impérialiste » et d'un important culte de la personnalité des chefs suprêmes successifs, Kim Il-sung, Kim Jong-il et Kim Jong-un. L'information est sous le contrôle de l'État via l'agence centrale de presse coréenne et la télévision nationale. Par ailleurs, les œuvres de propagande produites par l'atelier Mansudae, qui est la seule organisation « officiellement autorisée à représenter les membres de la lignée du mont Paektu », est essentielle pour le gouvernement nord-coréen à tel point qu'il « a le statut de ministère [et] n'est pas soumis à celui de la Culture ».

#### Cinéma
La place du secteur cinématographique est considérée comme très importante, puisque la production est placée directement sous l'autorité de Kim Jong-il à partir de 1966-1967. D'après sa biographie officielle, Kim Jong-il, qui intègre le Comité central du Parti du travail de Corée en 1964, s'intéresse « dès les premiers temps de son activité […] à la littérature et aux arts » et « fait d'abord concentrer les forces sur l'art cinématographique ». En 1978, la Corée du Nord enlève un réalisateur sud-coréen, Shin Sang-ok, pour filmer des spots de propagande à la gloire du pays. Peu à peu, il gagne la confiance des dirigeants qui le laissent voyager en 1986 à Vienne, où il réussit finalement à trouver refuge après une captivité de plusieurs années.
Selon Antoine Coppola, le cinéma nord-coréen est fondé sur le réalisme socialiste soviétique. Compte tenu des actuelles difficultés économiques du pays, la production de films par la Corée du Nord a diminué d'une cinquantaine de longs métrages, à la fin des années 1980, réduite à seulement deux films en 2006 : Pyongyang Nalpharam de Phyo Kwang et Maeng Cheol-min et Journal d'une jeune Nord-Coréenne, de Jang In-hak. En 2007, le budget prévisionnel pour la production cinématographique s'élève à 3 millions de dollars, correspondant à la production de 5 à 7 longs métrages. Depuis 1987, le Festival international du film de Pyongyang est organisé dans la capitale nord-coréenne.

#### Littérature
Après 1945, la littérature nord-coréenne est d'abord représentée par des écrivains de gauche qui avaient lutté contre l'occupation japonaise, notamment au sein de la Fédération coréenne des artistes prolétariens (ko).
O Chang-hwan (ko), Jeong Ji-yong, Kim Ki-rim (en), Kim Tong-hwan (ko) et Hong Myong-hi font partie des écrivains de la génération de l'entre-deux-guerres qui ont rejoint la Corée du Nord. Parmi eux, Han Sŏrya a présidé la Fédération des arts et de la littérature de Corée du Nord (en). L'arrivée au pouvoir de Kim Jong-il, en 1994, conduit à mettre davantage l'accent sur les thèmes de la vie quotidienne.
Hong Myong-hi, grand-père de Hong Sok-jung, devient vice-premier ministre de la république populaire démocratique de Corée, après avoir embrassé la carrière d'écrivain pour protester contre l'interdiction de la langue coréenne par les Japonais pendant l'occupation de la Corée. Choi Myung-ik, représentant du courant moderniste des années 1930, est également publié en Corée du Sud.

### Éducation
Le système éducatif nord-coréen est fortement centralisé et sous le contrôle de l'État. L'enseignement est gratuit et obligatoire en Corée du Nord pendant onze années, de 6 à 17 ans, et est sanctionné par l'obtention d'un diplôme de fin d'études secondaires. Selon les données officielles et le The World Factbook de la CIA, le taux d'alphabétisation est de 99 %. Les matières de base de l'enseignement sont le coréen, les mathématiques, le sport, le dessin, la musique, les sciences, ainsi que l'étude des idées du juche, la pensée de Kim Il-sung, fortement valorisée.
À travers son système éducatif, le gouvernement nord-coréen est accusé par l'ONG PSCORE de violations des droits de l’homme. Le système éducatif est, selon cette organisation, fondé sur une propagande haineuse et discriminatoire qui valorise le parti et pousse les élèves à se surveiller mutuellement et encourage la haine envers les étrangers. D'après elle, le but du gouvernement est de les éduquer à devenir des révolutionnaires qui se battront pour leur société et pour leurs leaders.

### Sport
La Corée du Nord dispose de sa propre équipe olympique depuis 1957. En 2000 et 2004, les sportifs des deux Corée défilaient ensemble, ce qui ne fut pas le cas en 2008 à Pékin, malgré les efforts du CIO. La Corée du Nord a remporté de 1957 à 2006 8 médailles d'or, 12 d'argent et 30 en bronze aux différents Jeux olympiques. La victoire de la Corée du Nord sur l'Italie lors de la coupe du monde de football 1966 a fait l'objet d'un film de Daniel Gordon intitulé Le Match de leurs vies. Pour la première fois de l'histoire, une nation asiatique se qualifiait pour les quarts de finale d'une coupe du monde de football. Lors de ce mondial, la Corée du Nord manque également de devenir la première nation asiatique à atteindre les demi-finales (exploit qui reviendra finalement à sa rivale du Sud en 2002), en infligeant 3 buts au Portugal en moins de 25 minutes (dont un à la première), sans en encaisser aucun. Cependant les Portugais remonteront le score grâce à Eusébio et gagneront finalement le match 5-3. Dans un pays où ce sport est très populaire, le stade du Premier-Mai à Pyongyang compte 150 000 places, ce qui en fait à l'heure actuelle un des cinq plus grands stades au monde.
Le taekwondo, art martial coréen, est pratiqué tant en Corée du Sud qu'en Corée du Nord, où le maître Yoon Byung-in a assuré sa diffusion. Le marathon est la passion nationale. Le 17 juin 2009, l'équipe de football de la Corée du Nord se qualifie pour la phase finale de la coupe du monde de football 2010 en Afrique du Sud, et crée la surprise en tenant tête à l'équipe du Brésil, trop confiante, en réduisant l'écart dans les dernières minutes du temps réglementaire (grâce à un but de Ji Yun-nam), s'inclinant ainsi sur un score honorable de 2-1. Le match suivant, contre le Portugal, est une écrasante défaite pour la Corée du Nord (7-0). Le dernier match contre la Côte d'Ivoire, qui ne pouvait de toute façon pas empêcher l'élimination de la Corée du Nord, se solde par une ultime défaite (3-0).
Il est également possible de pratiquer le ski en Corée du Nord. Le pays dispose d'une seule station, celle du mont Masik. Cependant, la population ne l'utilise que très rarement, faute de moyens suffisants.

### Gastronomie

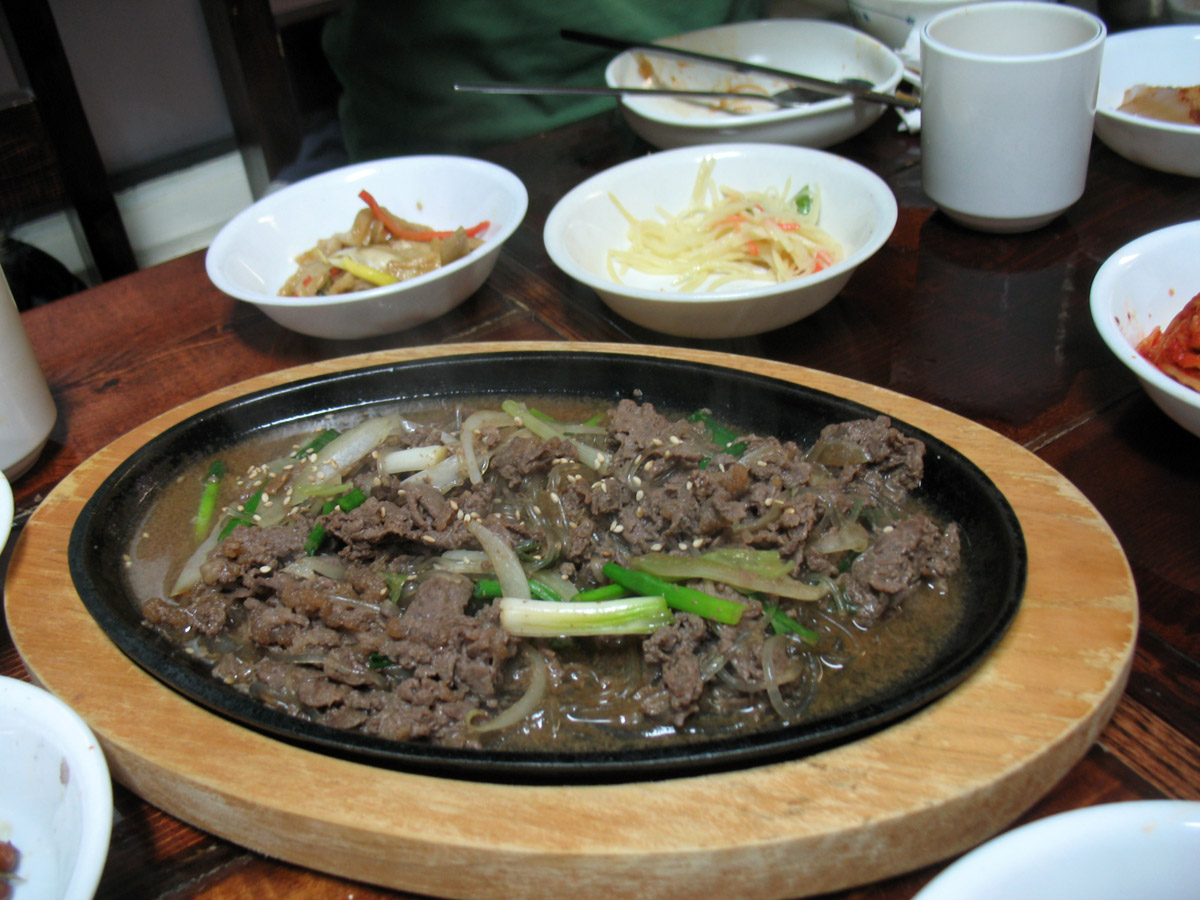
Le bulgogi fait partie de la gastronomie en Corée du Nord.

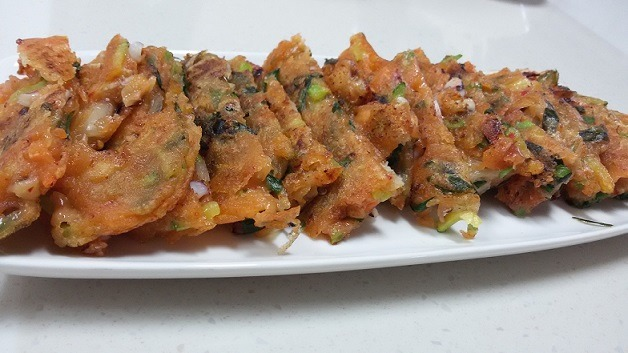
Les kimchi buchimgae sont des galettes typiques de la Corée du Nord.

La gastronomie de la Corée du Nord a 4 000 ans d'histoire. Elle se découvre dans les restaurants, les bistrots et les hôtels. Mais le contact avec les populations locales reste limité et surveillé.
Les épices, le bœuf, le poulet, les légumes et le riz sont des exemples des ingrédients qui composent les plats en Corée du Nord.
On peut compter parmi les recettes typiques de la Corée du Nord les plats suivants : bibimpap, bulgogi, galbi gui, samgyetang, mul naengmyeon, haemul tang, kimchi jjigae, dak galbi, seollongtang, galbi tang, juk, sengseon gu-i, mandu, pajeon, kimchi buchimgae,,.

## Médias
Les médias en Corée du Nord sont contrôlés par le gouvernement et diffusent en conséquence la propagande officielle.

### Presse écrite
Les principaux journaux de Corée du Nord sont :
- Rodong Sinmun (journal du travail) - organe du Parti du travail de Corée ; pages web en anglais ;
- Joson Inmingun (quotidien de l'armée populaire coréenne) ;
- Minju Choson (Corée démocratique) - organe gouvernemental ;
- Rodong Sinmun (journal des travailleurs) - organe de la fédération syndicale ;
- The Pyongyang Times - journal publié dans la capitale[227].

### Télévision
Les principales stations de télévision en Corée du Nord sont :
- Télévision centrale coréenne - principale chaîne de télévision d'État, généraliste ;
- Mansudae TV - chaîne culturelle ;
- Ryongnamsan TV - chaîne culturelle ;
- Kaesong Television - avec des références à la Corée du Sud ;
- Sport Television - chaîne sportive émettant depuis 2015[227].

### Radio
Les principales stations de radio nord-coréennes sont
- Station de radiodiffusion centrale coréenne - principale station de radio d'État
- La Voix de la Corée - service international de la radio nord-coréenne[227]

### Agence de presse et internet
Les rares sites internet de Corée du Nord (qui incluent l'agence de presse principale de Corée du Nord) sont :
- L'agence de presse KCNA
- Le journal du parti Rodong Sinmun
- Uriminzokkiri - site web portant des nouvelles officielles[227].

### Vidéographie
- [vidéo] « Corée du Nord - le prix de la liberté », Madeleine Gavin, 2023, sur Arte

### Émissions de radio et podcasts
- Alexandre Jubelin et Théo Clément, « Corée du Nord – Une dictature inébranlable ? » , Le Collimateur, sur Le Rubicon, 29 juillet 2025.

#### Sites gouvernementaux
- Site officiel de la république populaire démocratique de Corée (par la Korean Friendship Association).
- Organe officiel du Parti du travail de Coré.e
- Agence de presse de Corée du Nord.
- Un des sites officiels du gouvernement de la Corée du Nord : Naenara.

#### Sites généraux
- Actualité de la Corée du Nord sur Le Monde.fr.
- Montrer et raconter Pyongyang Un blog, souvent avec des images, en russe.
- Un article au sujet de Montrer et raconter Pyongyang en anglais sur NK* News.
- Le site du Committee for Cultural Relations with Foreign Countries sur friend.com.kp.
- (ko) Korea Education Fund.
- (en) Site sur les actualités de Corée du Nord publié par le gouvernement de Corée du Nord.